# معبد الأقصر

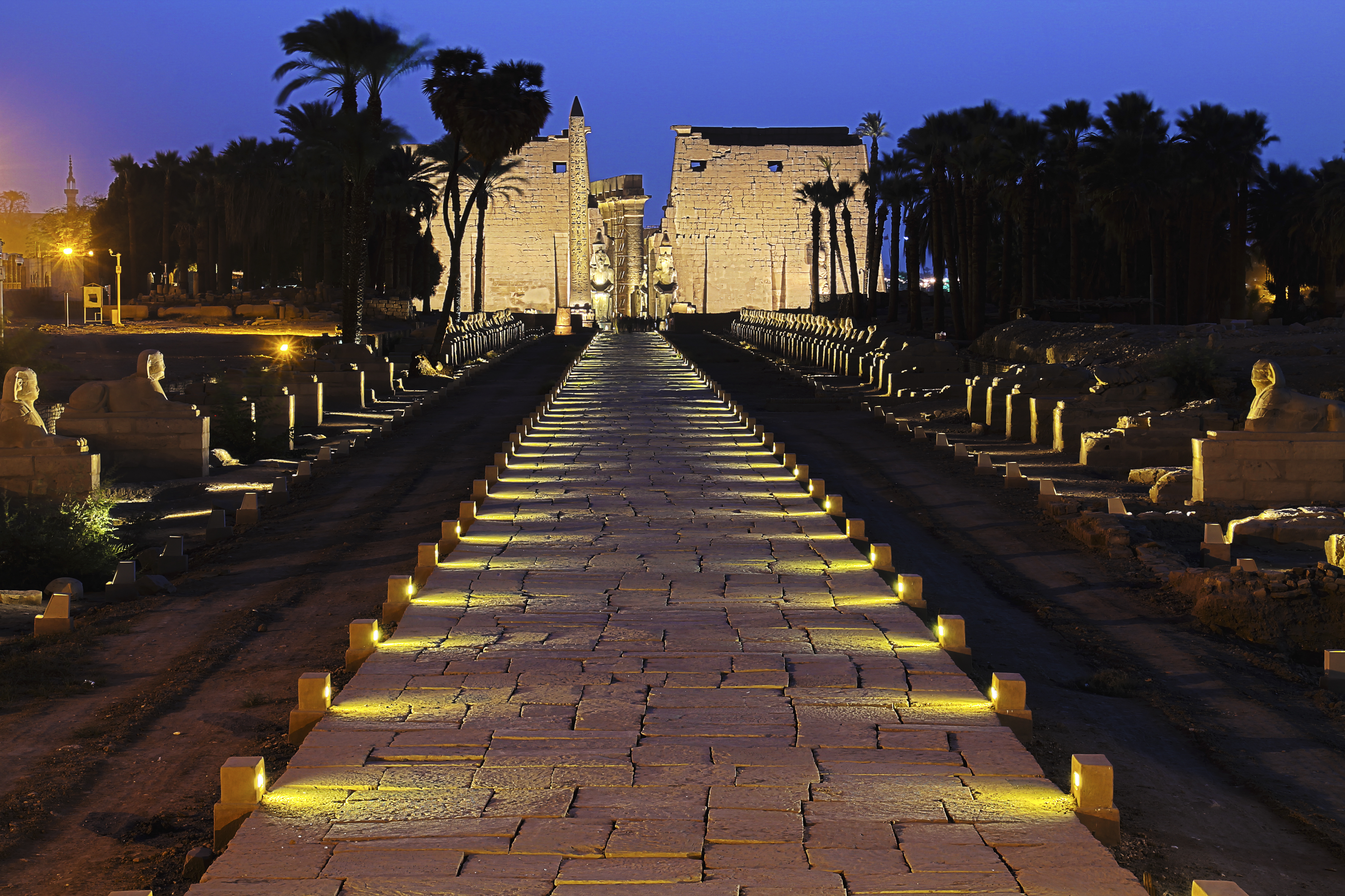
معبد الاقصر ليلاً

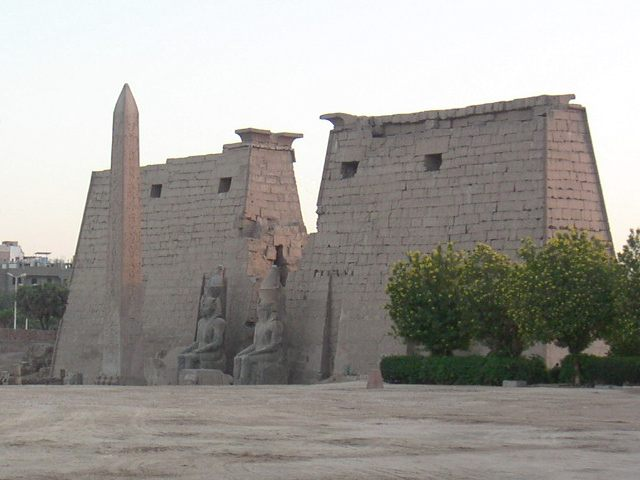
معبد الأقصر

معبد الأقصر معبد كبير من المعابد المصرية القديمة المعقدة يقع على الضفة الشرقية لنهر النيل في مدينة الأقصر اليوم المعروفة باسم (طيبة القديمة). تأسس سنة 1400 قبل الميلاد. شُيد معبد الأقصر لعبادة آمون رع وزوجته موت وابنهما خونسو؛ وهي الآرباب التي يطلق عليها أيضا لقب الثالوث الطيبي (ثالوث طيبة). تم تشييد معبد الأقصر في عهد ملوك الأسرة الثامنة عشر، والأسرة التاسعة عشرة. وأهم الأبنية القائمة بالمعبد هي تلك التي شيدها الملكان أمنحوتب الثالث (1397-1360 ق.م.) ورمسيس الثاني (1290-1223 ق.م.) (الذي أضاف إلى المعبد الفناء المفتوح والصرح والمسلتين). كما أقام الملك تحتمس الثالث (1490-1436 ق.م.) مقاصير لزوار ثالوث طيبة المقدس، كما قام توت عنخ آمون (1348-1337 ق.م.) باستكمال نقوش جدرانه. وقد دُمُرت المقصورة الثلاثية التي كانت قد شُيّدت من قبل في عهد الملكة حتشبسوت والملك تحتمس الثالث (من الأسرة الثامنة عشرة)؛ ثم أُعيد بناؤها في عهد الملك رمسيس الثاني. سمي المعبد أيضاً «إيبت رسيت» (وتعني الحرم الجنوبي أو المكان الخاص بآمون رع). وهو من أحسن المعابد المصرية حفظاً وأجملها بناء، وفيه يتجلى تخطيط المعبد المصري أوضح ما يكون.

## تاريخ بناء المعبد
عصر الدولة الوسطى: من المحتمل أنه كان يوجد في نفس المنطقة التي أقام فيها أمنحتب الثالث المعبد بقايا معبد قديم أو مقصورة مقدسة ترجع إلى عصر الدولة الوسطى وأغلب الظن أنه كان في عصر الأسرة الثانية عشرة.
الملك أمنحتب الثالث: يرجع الفضل في بناء المعبد في صورته الحالية على الضفة الشرقية للنيل على محور واحد من الشمال إلى الجنوب إلى أمنحتب الثالث من ملوك الأسرة الثامنة عشرة.
الملكة حتشبسوت والملك تحتمس الثالث: قاما بتشيد مبنى صغير مكون من ثلاث مقاصير خصصت لثالوث طيبة ومن المحتمل أن الملك رمسيس الثاني قد أعاد بناء هذه المقاصير وسجّل اسمه عليها.
الملك رمسيس الثاني: أضاف الملك رمسيس الثاني من ملوك الأسرة التاسعة عشرة صرحا كبيراً وخلفه فناء فسيحا ذا أساطين بردية.

## محور المعبد
يمكننا أن نلاحظ أن المعماريين القدماء أنشأوا المعابد على الجانب الشرقي للنيل في اتجاه محور غربي شرقي، بينما شيٌدوها على الجانب الغربي في اتجاه محور شرقي غربي، ومع ذلك فإن معبد الأقصر (الكائن في البر الشرقي) شُيّد في اتجاه محور شمالي جنوبي، ربما لكي يكون على خط واحد مع مجموعة معبد الكرنك الذي يقع إلى الشمال منه، ومع طريق أبي الهول أو الكباش الذي كان يربط بين المعبدين. وربما اضطر معماريو الملك رمسيس الثاني ـ في وقت لاحق ـ إلى تغيير محاور الأبنية التي أضيفت في عهده، وكذلك الصرح والبهو لمعبد الملك أمنحوتب الثالث، عندما أعادوا تشييد المقصورة الثلاثية الأقدم للملكة حتشبسوت والملك تحتمس الثالث.

## أسباب تأسيس المعبد[8]
أمر أمنحتب الثالث بإقامة هذا المعبد لثالوث طيبة أغلب الظن لأمرين: الأول كان لتأكيد نسبة للإله آمون نفسه، إذ أن أحقيته للعرش لم تكن واضحة طبقا للتقاليد المصرية التي تنص بأن الفرعون يجب أن يكون ابن فرعون وأميرة من سلالة نقية أما إذا كانت سلالته غير نقية فيكتسب أحقيته للعرش بالزواج من الإبنة الكبرى للملك (السابق). ولم ينطبق أحد الشرطين على أمنحتب الثالث فأمه لم تكن مصرية وزوجته لم تكن من سلالة ملكية. ولهذا أكّد شرعيته للعرش بإثبات نسبه للإله آمون نفسه وتسجيل ولادته المقدسة على جدران الغرفة الشهيرة بالمعبد والمعروفة بغرفة الولادة. والثاني هو إرضاء لكهنة آمون لكي يتقبلوه فرعوناً شرعيا لمصر ولذلك خصص هذا المعبد للإله آمون ولصورة من صوره وهي التي يطلق عليها «آمون رع-كا-موت-أف» أي «آمون –رع ثور أمه» وهي الصورة التي تظهر آمون-رع كآلة للخصب ولدورة الحياة.

## مدخل المعبد
مدخل معبد الأقصر هو البرج الأول بارتفاع 24 متر (79 قدم)، بناه رمسيس الثاني وزُين البرج بمشاهد انتصارات رمسيس العسكرية (لا سيما معركة قادش)؛ كما سجّلت انتصارات الفراعنة في وقت لاحق، لا سيما انتصارات الأسرة 25 (السلالة النوبية).

## تسمية المعبد
أبت رست: أطلق المصريون على هذا المعبد اسم «أبت رست» والتي قد تعني الحريم الجنوبي (حيث تسكن موت زوجة آمون) أو المقصورة الجنوبية..

## مهندس البناء
أمنحتب بن حابو .

## وصف المعبد

### طريق أبو الهول

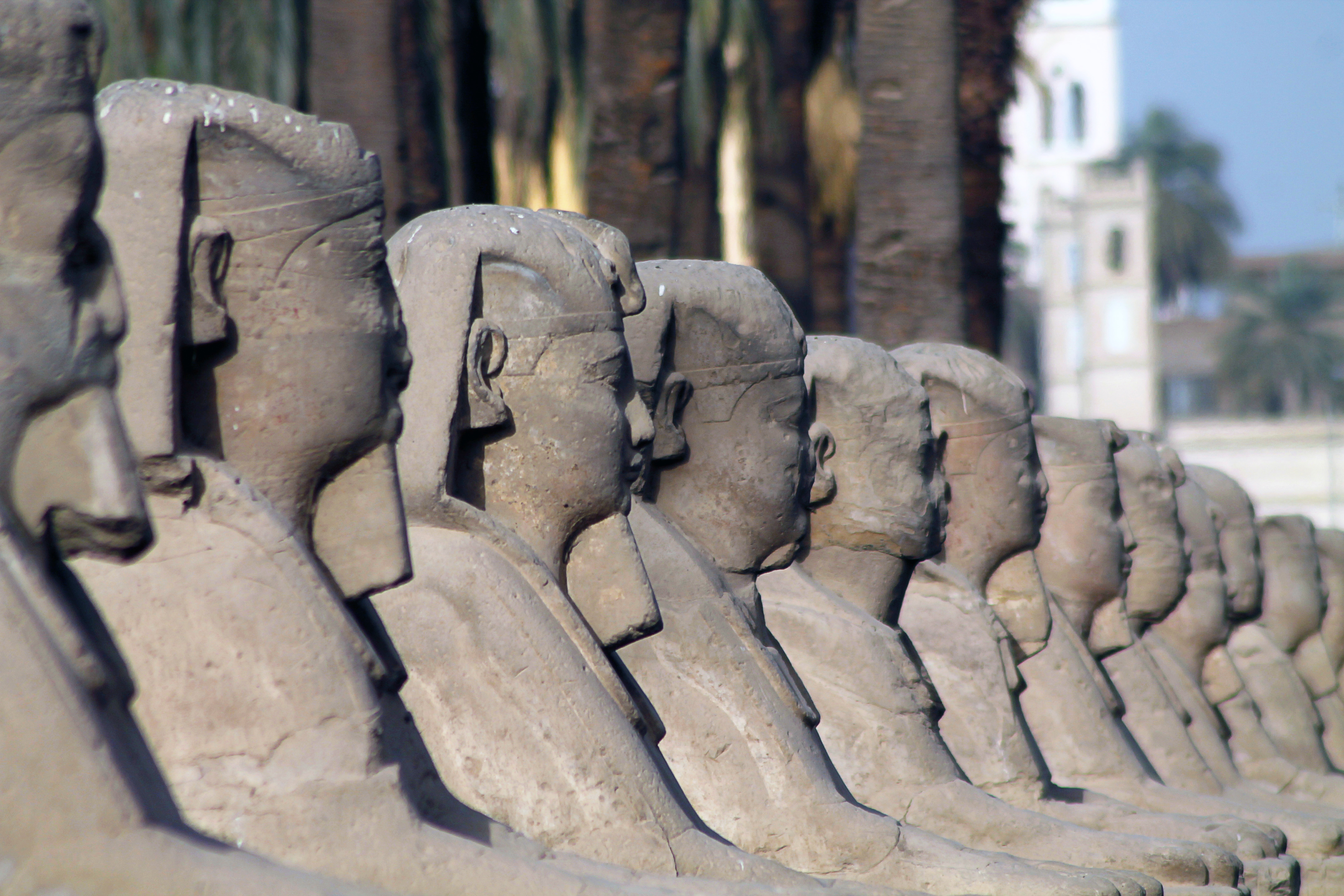
طريق ابوالهول بمعبد الاقصر

وهو عبارة عن طريق مرصوف ببلاطات من الحجر يحف به من الجانبين تماثيل على هيئة أبو الهول تمثل الملك نقتنبو الأول (من ملوك الأسرة الثلاثين) الذي أنشأ هذا الطريق في عهده. وكان هذا الطريق يوصل إلى معبد الإله خنسو الواقع جنوب معابد الكرنك وقد حلّ هذا الطريق محل طريق الكباش الذي يرجع إلى عهد الملك أمنحتب الثالث، بدليل وجود بعض التماثيل التي تحمل اسم أمنحتب الثالث عند البوابة الجنوبية لمعبد خنسو. وقد نحت تمثال أبو الهول من كتلة واحدة من الحجر الرملي تجسّد أسد له رأس الملك نقتنبو، وقد وضع التمثال على قاعدة مستطيلة أبعادها 120X330 سم وقد تم الكشف حتى الآن عن 34 تمثالاً لأبو الهول على كل جانب. والهدف من طريق أبو الهول هو تحديد مسار الموكب سواء الملكي أم الإلهي وإبراز محوره.

### مسلات المعبد
كان يتقدم صرح الملك رمسيس الثاني مسلتين من حجر الجرانيت الوردي تزين الغربية منهما الآن ميدان الكونكورد في باريس منذ عام 1836 وارتفاعها 22,84 مترا وتزن 220 طنا، أما المسلة الشرقية وهي القائمة الآن أمام البرج الشمالي فيبلغ ارتفاعها 22,52 مترا وارتفاع قاعدتها 2,51 مترا ويبلغ وزنها 257 طنا وتتميز بمجموعة القردة البارزة (أربعة قرود) التي تهلل للشمس عند شروقها والمنحوتة على قاعدتها وقد سجّل على هاتين المسلتين بالنقوش الهيروغليفية اسم الملك رمسيس الثاني وألقابه، كما مثل على قمتها وهو يقدم القربان إلى الإله آمون.
ولعل السبب من وجود المسلة أمام صرح المعبد ربما -بجانب كونها رمز من رموز الشمس- لتعلن من بعيد عن مكان المعبد، وخاصة أن هذه المسلات ذات قمام مدببة وكانت مغطاة -أغلب الظن- بطبقة نحاسية مذهبة حتى تظل براقة ساطعة.

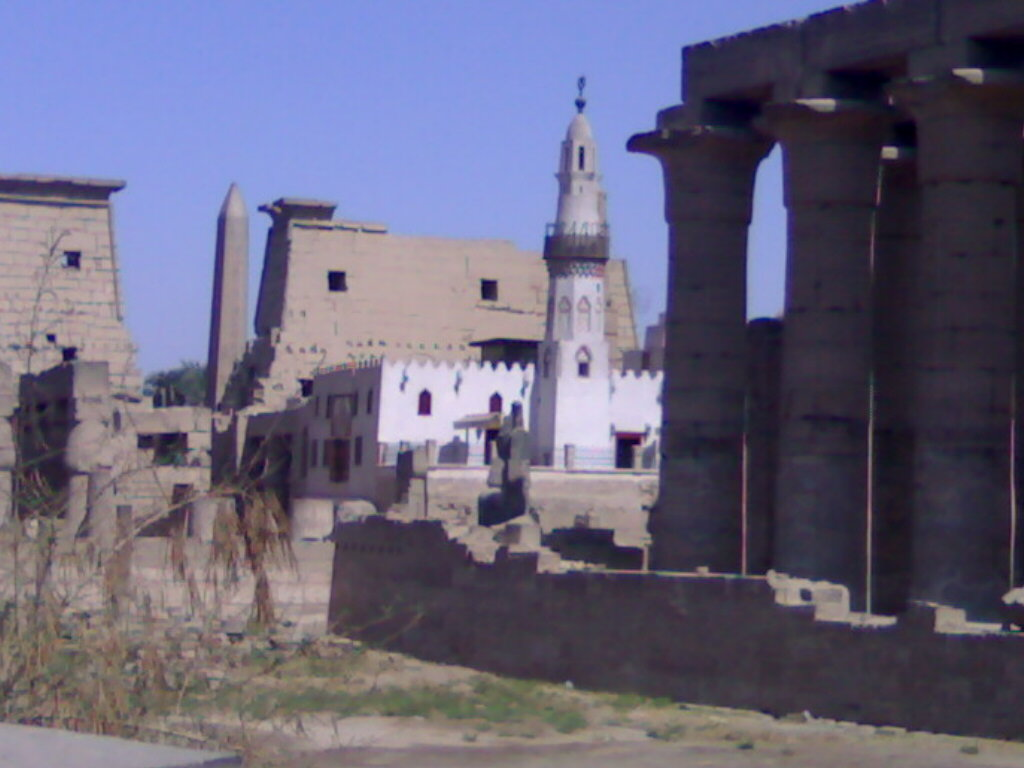
معبد الأقصر، ويظهر في الصورة مسجد أبي الحجاج الأقصري المشيد على جانبه الشمال الشرقي، وإحدى مئذنتي المسجد

شُيّد مسجد أبي الحجاج الأقصري ـ الذي يرجع إلى العصر الأيوبي ـ على الجانب الشمالي الشرقي من معبد الأقصر .

### صرح الملك رمسيس الثانى
قام بتشيدة الملك رمسيس الثاني، وهو عبارة عن بوابة ضخمة يتوسطها مدخل المعبد، ويبلغ عرض هذا الصرح 65 م، وارتفاعة 24 م.

#### الجناح الأيمن (الغربى)
تصف النقوش الغائرة على واجه الصرح المعارك الحربية التي قام بها الملك رمسيس الثاني ضد الحيثيين في العام الخامس من حكمه. فنشاهد على الجناح الأيمن (الغربي)للصرح الملك رمسيس الثاني ومعه مسشاروه العسكريون (المنظر منقوش في أقصى الشمال)، وفي الوسط نرى الموقع أو المعسكر الذي هزم فيه أعداءه من الحيثيين، وفي أقصى اليمين نشاهد الملك في عربتة الحربية وسط المعركة.

#### الجناح الأيسر (الشرقى)

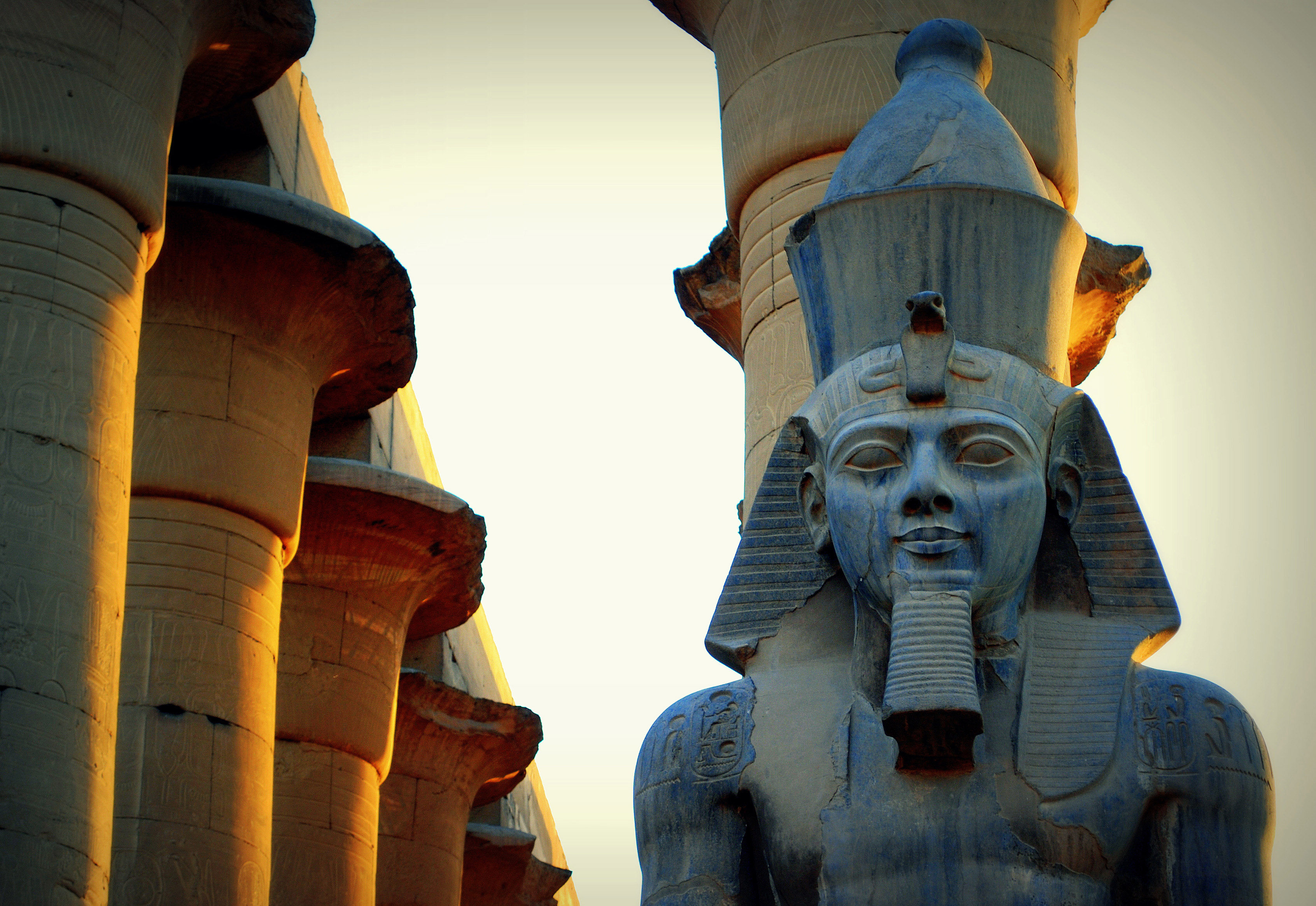
تمثال رمسيس الثاني داخل معبد الأقصر.

نشاهد على هذا الجناح الملك رمسيس الثاني في عربته الحربية، يرمى الأعداء الحيثيين بوابل من السهام، والأرض مغطاه بالقتلى والجرحى، اما الأحياء فيهربون مزعورين ويتركون قادش.وفي أقصى الشمال على هذا الجناح منظر الأمير قادش يصوره خائفا في عربته. وهناك وصف كامل لهذه المعركة كتب باللغة المصرية القديمة (بالنقش الهيروغليفى)بأسلوب شعرى موجود أيضا على الجزء الأسفل من هذا الصرح، والنص يبدأ من الجناح الغربي (الأيمن)وينتهى على الجناح الشرقي. يوجد على واجهة الصرح أيضا اربع فجوات عمودية، فجوتان في كل جناح وقد خصصت لكى توضع فيها ساريات الاعلام، كما يوجد أيضا في أعلى الصرح اربع فتحات خصصت لكى تثبت فيها هذه الساريات.
كان يتقدم الصرح وظهورها إلى جداره ستة تماثيل ضخمة للملك رمسيس الثاني أربعة واقفة –اثنان على كل جانب –لم يبق منهما الا تمثال واحد فقط هو المقام إلى أقصى اليمين بالنسبة للداخل.وهناك، تمثالان كبيران على جانبى المدخل يمثلان الملك رمسيس الثاني وهو جالس على عرشه، ونقش على جانبى العرش منظرا يمثل اتحاد القطرين وعلى جانب كرسى العرش تمثال صغير للملكة نفرتارى على الجانب الايسر للتمثال الشرقي وتمثال الأميرة على الجانب الأيمن للتمثال الغربي.وحول قاعدتى التمثالين نقشت صور الاسرى واسمائهم على صدورهم.ارتفاع كل تمثال 14م.
نشاهد على جانبى المدخل من الخارج مناظر تمثل الملك رمسيس الثاني في علاقاته المختلفة مع الالهة والالهات.نذكر منها ثالوث طيبة المقدس، بالإضافة إلى الالهة آمونت.اما على كتفى المدخل من الداخل فهناك اضافات ترجع إلى عصر الاسرة الخامسة والعشرين تمثل الملك شاباكا في علاقاته المختلفة مع كل من آمون وآمونت ومنتو وحتحور. أما خلف الجناح الايسر للصرح الشرقي فهناك مناظر جميلة مختلفة ومتعددة للملك رمسيس الثاني وزوجته في حضرة الآلهة والآلهات..ثم وهما يشاركان في الاحتفال بعيد الإله مين.

#### الفناء الأول
اقامه رمسيس الثاني ويبلغ طوله 57 م وعرضه 51 م ولا يقع محور هذا الفناء على امتداد محور المعبد وانما ينحرف نحو الشرق ربما لكى يتجه نحو معبد الكرنك أو ليتفادى المقاصير التي شيدتها من قبل حتشبسوت وتحتمس الثالث في المكان الحالى ويحيط بفناء رمسيس الثاني الصفات التي يرتكز سقف كل منها على صفين من الاساطين، عدا المبنى الذي شيدته حتشبسوت وتحتمس الثالث والذي يقع على يمين الداخل مباشرة، وقد شكلت هذه الأساطين (74 أسطونا) على هيئة نبات البردى وتنتهى بتيجان على شكل براعم البردى.وتقوم بين الأساطين الأمامية في النصف الجنوبي لهذا الفناء المفتوح تماثيل للملك رمسيس الثاني منها ما يمثله واقفا (11 تمثالا) ومنها ما يمثله جالسا (تمثالان) فنرى على جانبى المدخل الموصل إلى الممرالعظيم الذي أقامه امنحتب الثالث تمثالين ضخمين يمثلان رمسيس الثاني جالسا على العرش الذين زين بمناظر تمثل الهي النيل وهما يؤكدان الوحدة بين الوجهين وذلك بربط نبات البردى رمز الشمال ونبات اللوتس رمز الجنوب.وقد أطلق على هذا الفناء اسم «معبد رعمسو المتحد مع الابدية».
تزين جدران الفناء الفسيح مناظر مختلفة تمثل التقدمات المقدسة بجانب مناظر تمثل الشعوب الأجنبية المهزومة ومن أهم المناظر التي يجب مشاهدتها في الفناء المنظر الموجود على الجدار الجنوبي الغربي، والمنظر هنا يمثل واجهة معبد الأقصر كاملة أي الصرح بتماثيله الستة وأعلامه والمسلتين، وعلى يمين (الناظر)نرى موكبا يتقدمه الأمراء من أبناء رمسيس الثاني تتبعهم الاضاحى السمينة المزينة من الماشية التي سوف يضحى بها _أغلب الظن_كقربان للألهة (تكملة المنظر نراه على الجدار الغربي).

#### مقاصير تحتمس الثالث
موجودة في الركن الشمالي الغربي من فناء رمسيس الثاني وقد قام بتشيدها كل من حتشبسوت وتحتمس الثالث وإن كان البعض يرى أن رمسيس الثاني الذي سجِل اسمه عليها هو الذي أقامها بحجارة اغتصبها من مقاصير لحتشبسوت وتحتمس الثالث. يتقدم هذه المقاصير أربعة أساطين رشيقة على شكل حزمة سيقان البردي من الجرانيت الأحمر أما تيجانها فهي تمثل سيقان البردي. وقد خصصت المقصورة الوسطى للزورق المقدس للإله آمون رع، والغربية للزورق المقدس لزوجته الآلهة موت، والشرقية للزورق المقدس للابن الإله خنسو إله القمر. وتميزت كل مقصورة من المقاصير الثلاث بمناظر تمثل إطلاق البخور والتطهير وتقدمة الدهون والقربان إلى المركب المقدس الخاص بالإله (أو الالهة) صاحب المقصورة هذا بالإضافة إلى المناظر الدينية المختلفة. أما جامع أبي الحجاج فيشغل الجزء الشمالي الشرقي من الفناء.

#### فناء الأربعة عشر أسطونا
كان يمثل مدخل المعبد في عهد امنحتب الثالث
الصرح يبلغ عرضه 65 وارتفاعة 24 م يتوسطه بوابة ضخمة محلاة بفجوات خصصت لتثبيت ساريات الاعلام ويتقدم الصرح ستة لرمسيس الثاني اثنين منها تمثله جالسا من الجرانيت الأسود واربعة تمثله واقفامن الجرانيت الوردى وتقف امام المعبد مسلتين لم تبق غير المسلة الشرقية وتزين قاعدتها مجموعة من القرود المهللة لاله الشمس اما المسلة الغربية فقد نقلت إلى باريس وهي مقامة حاليا في ميدان الكورد

## معرض صور

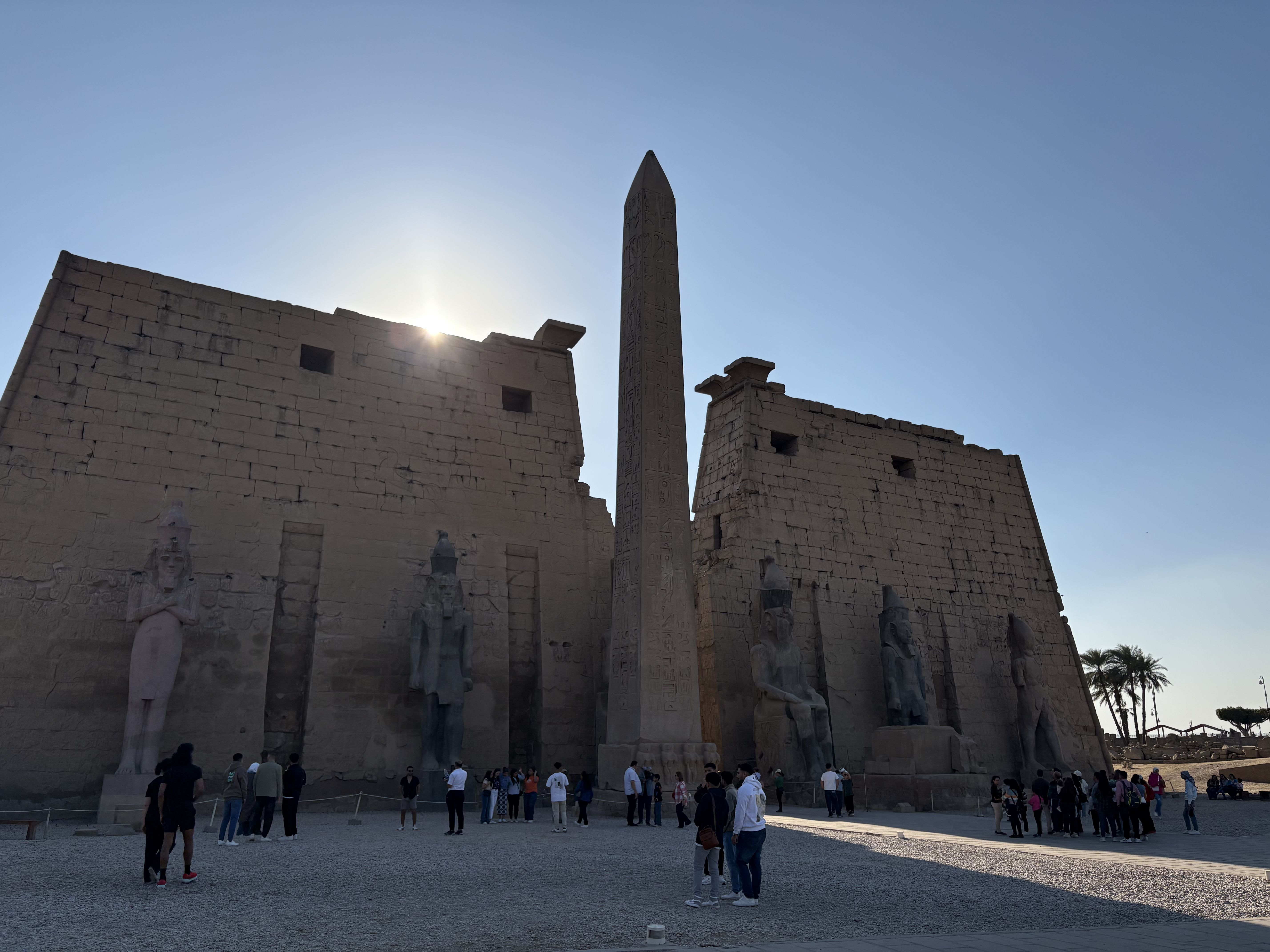
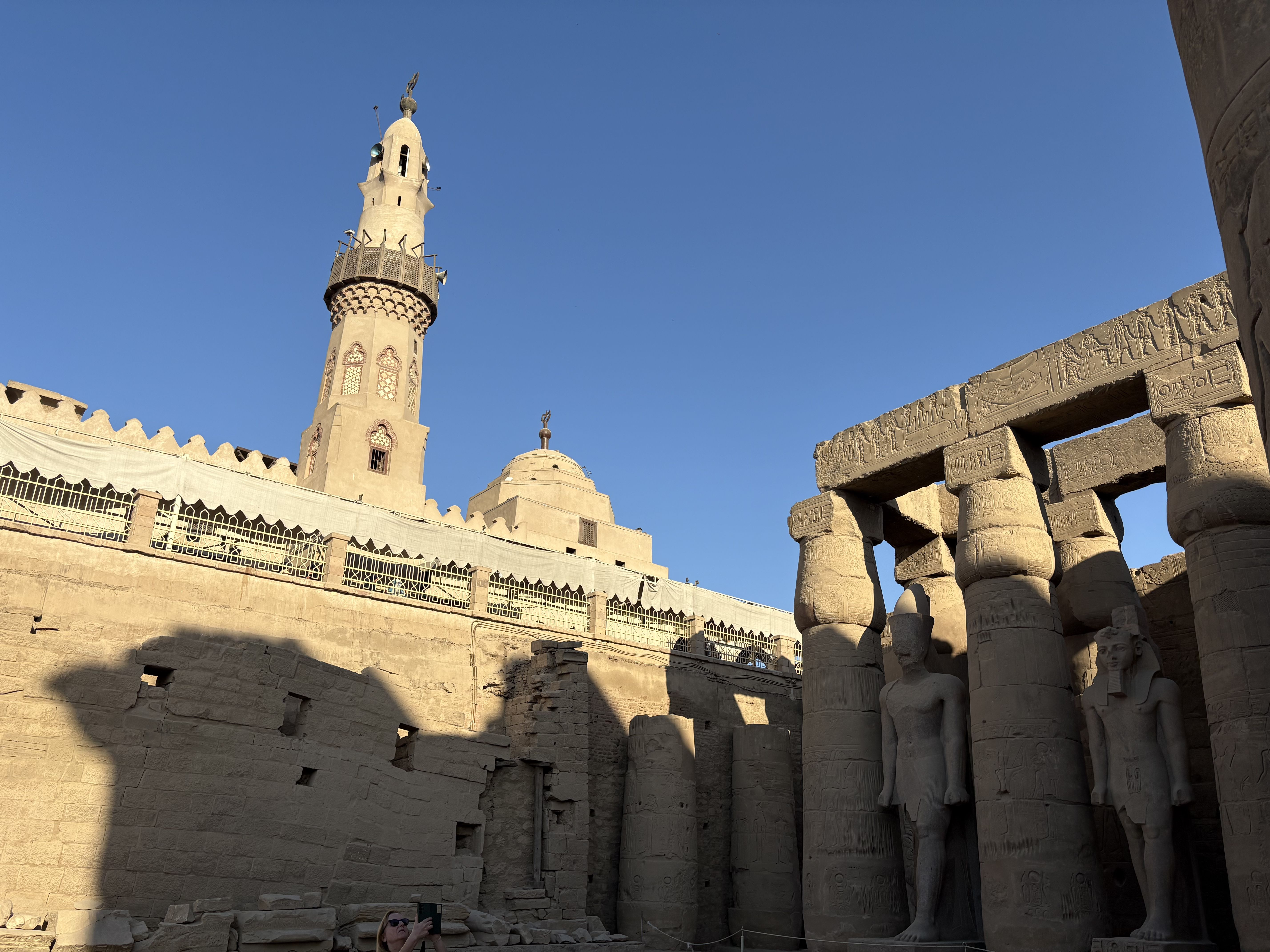
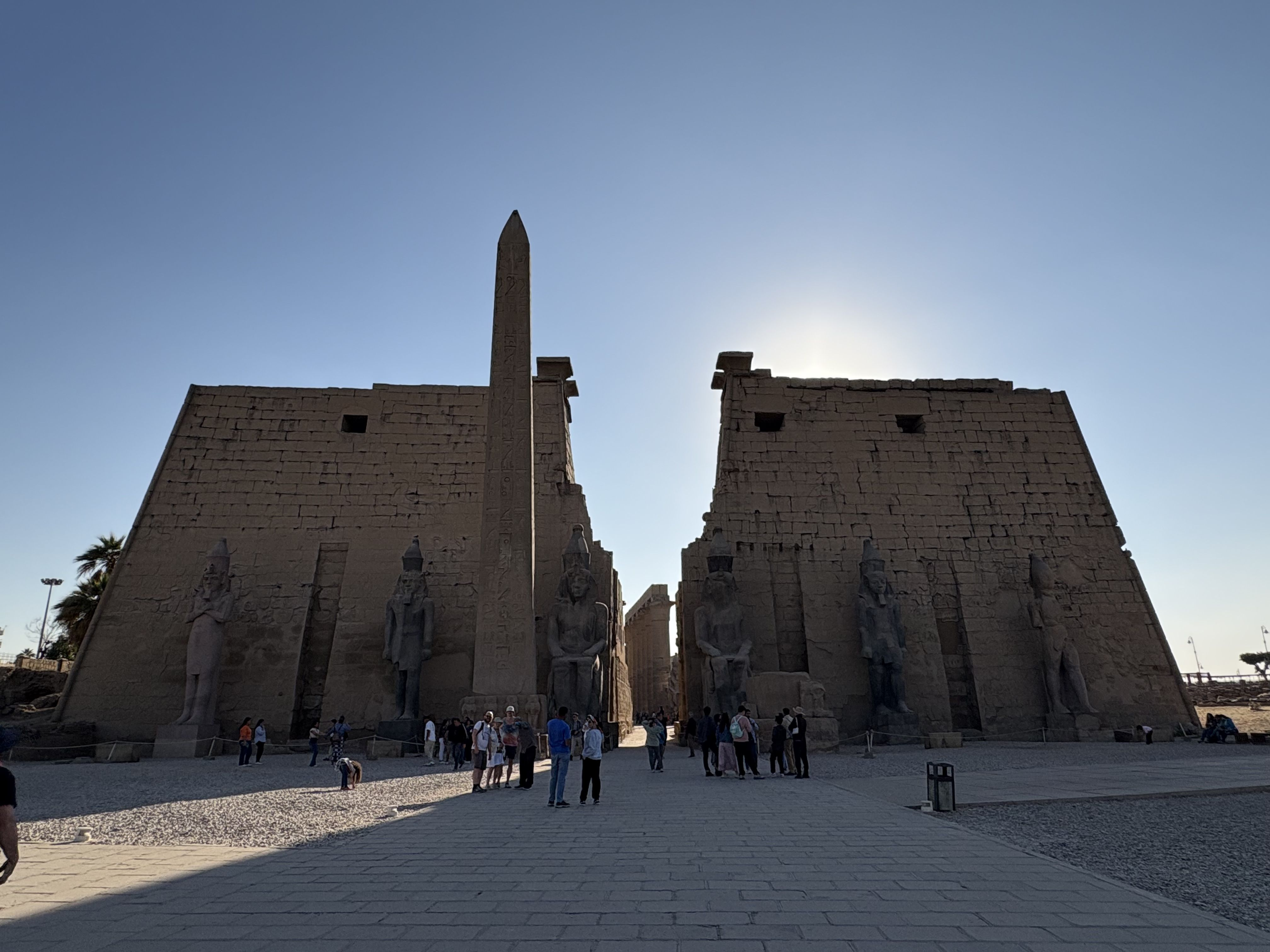
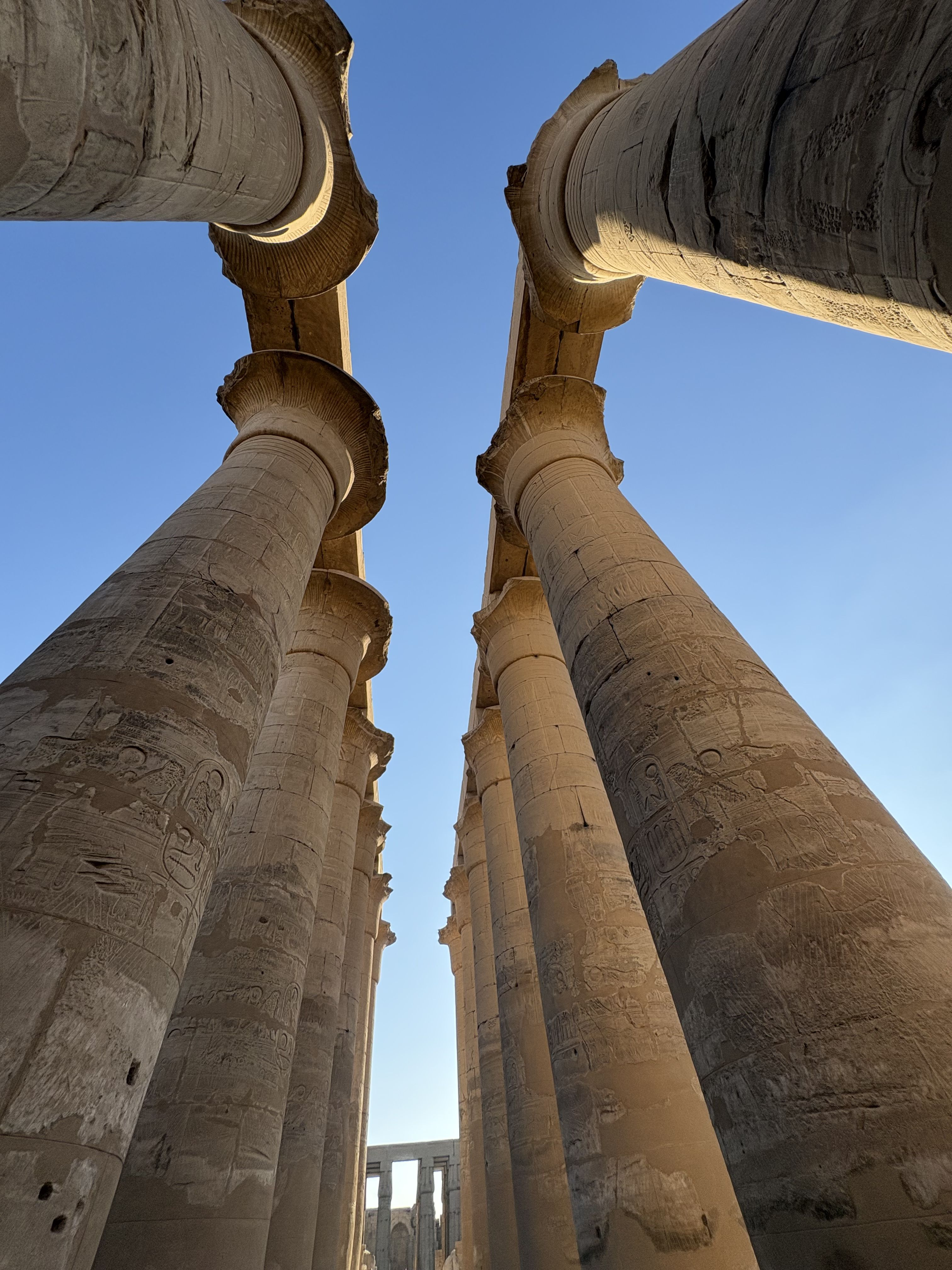
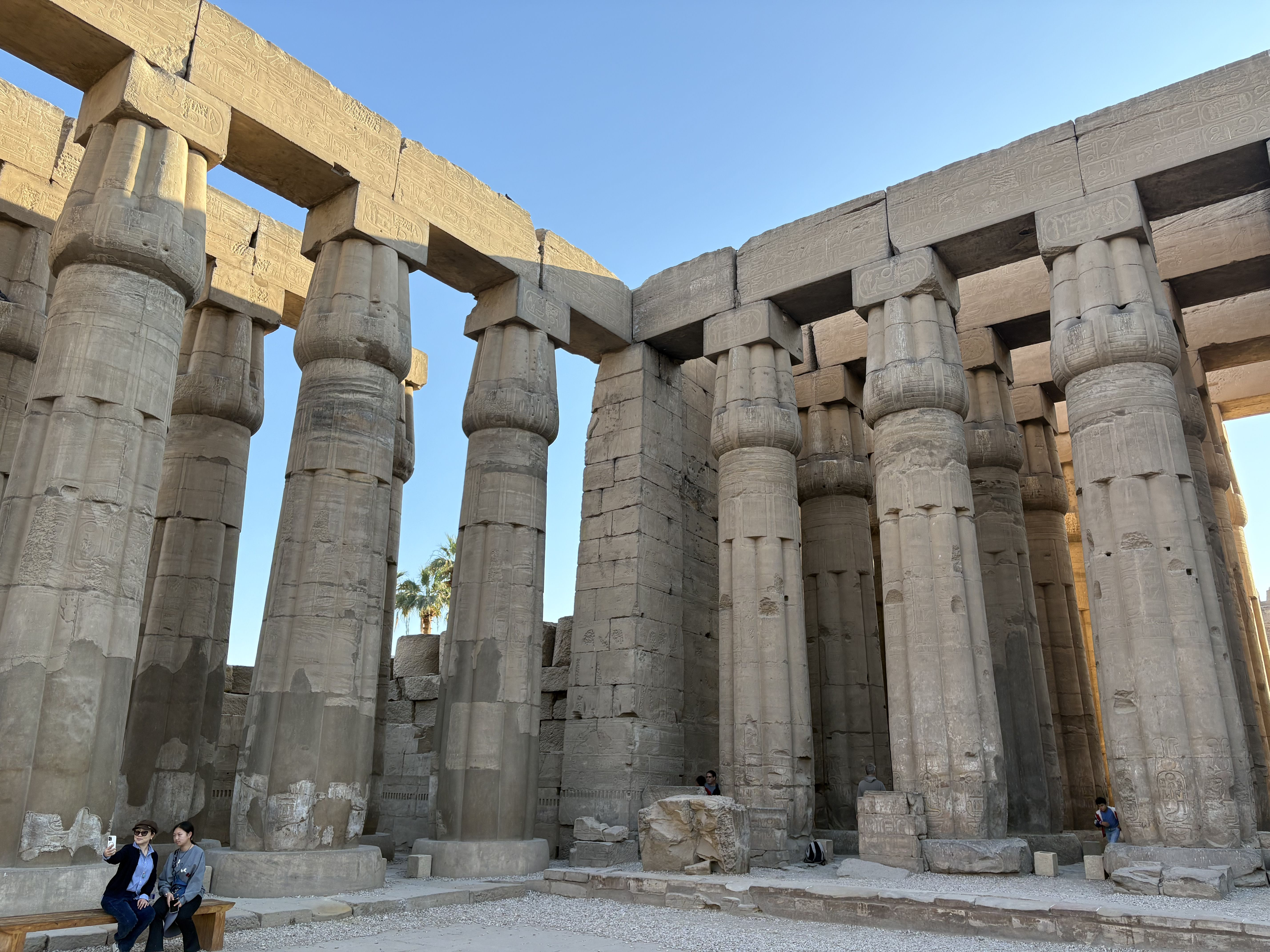
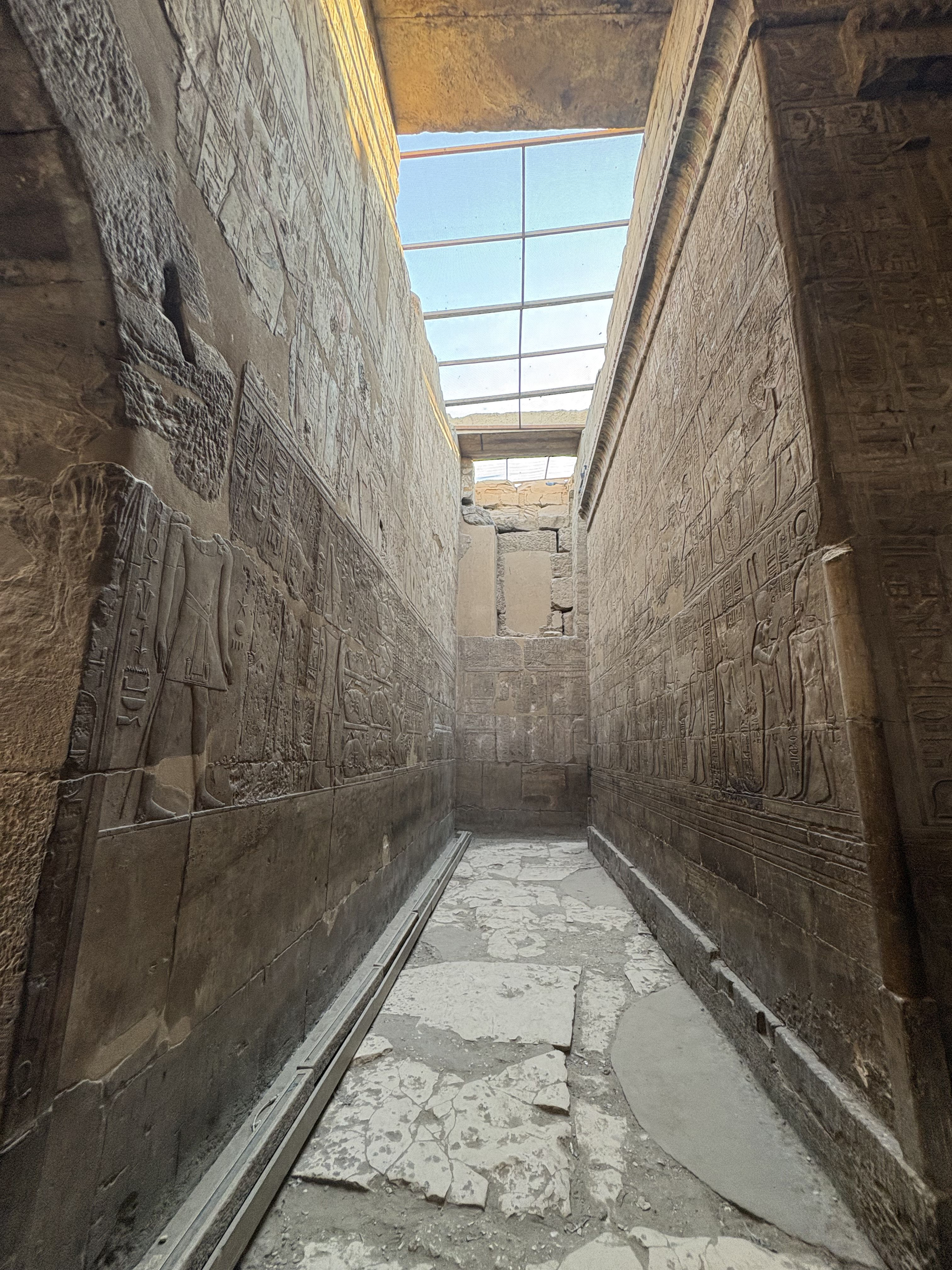
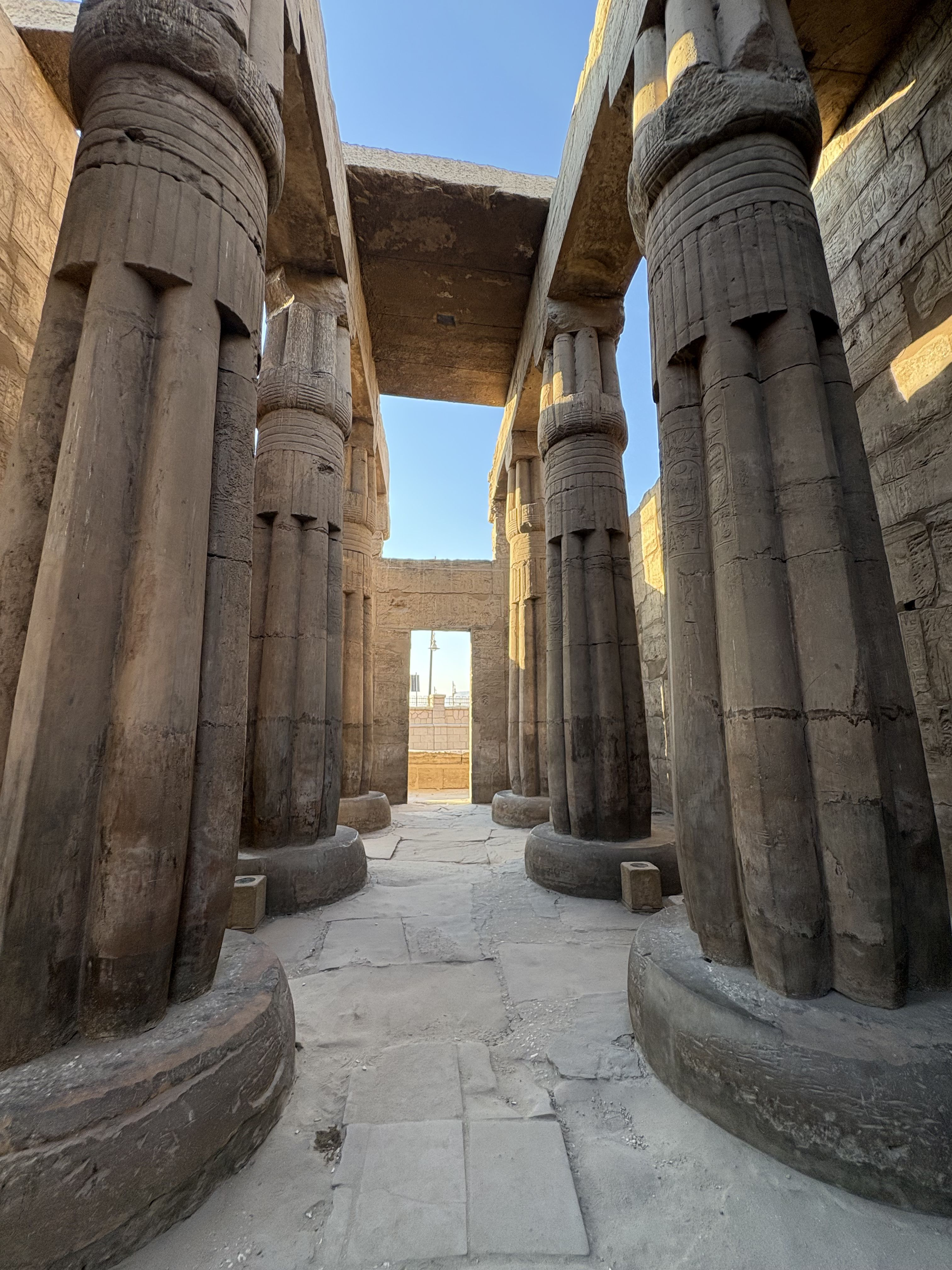
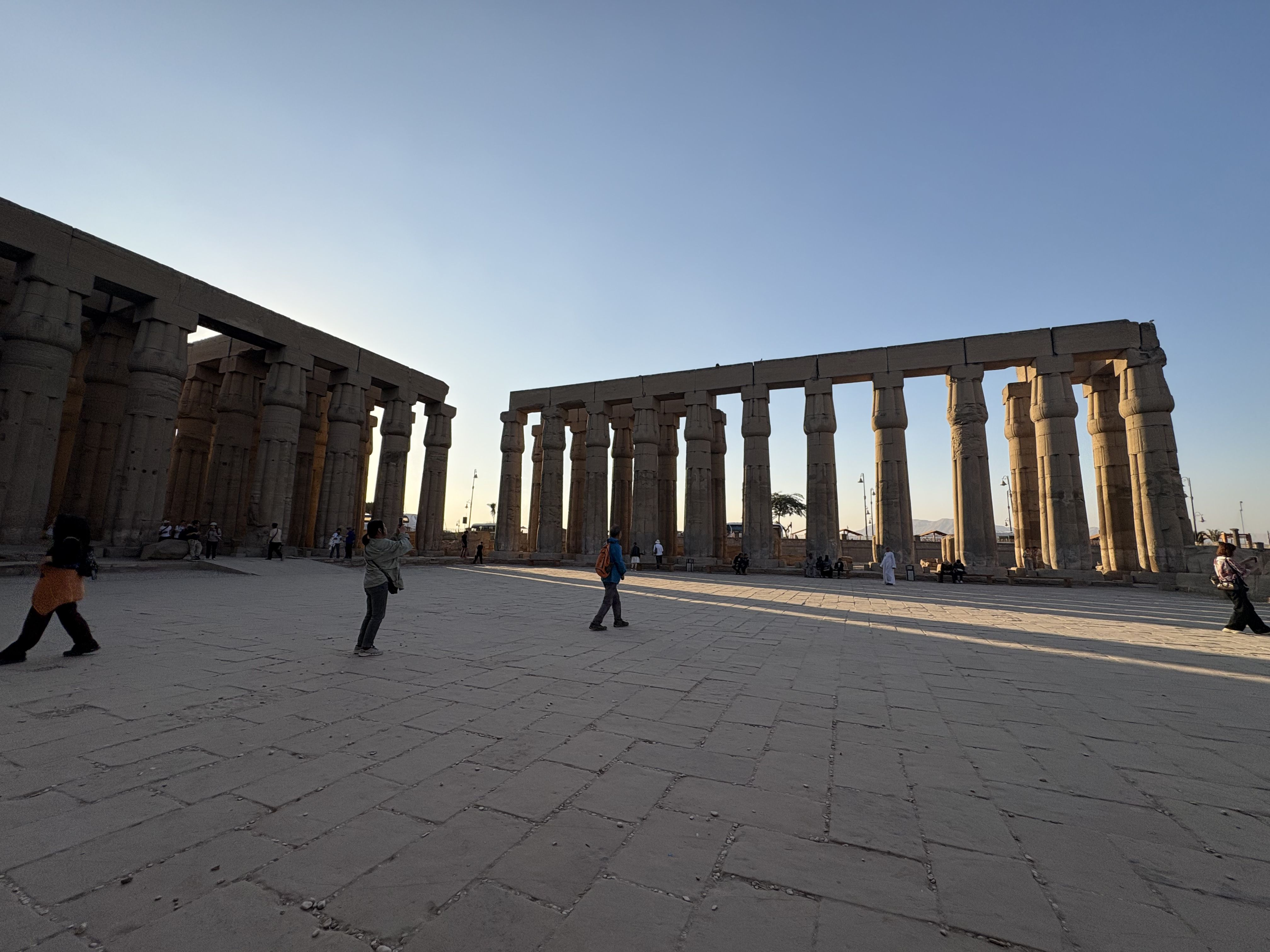
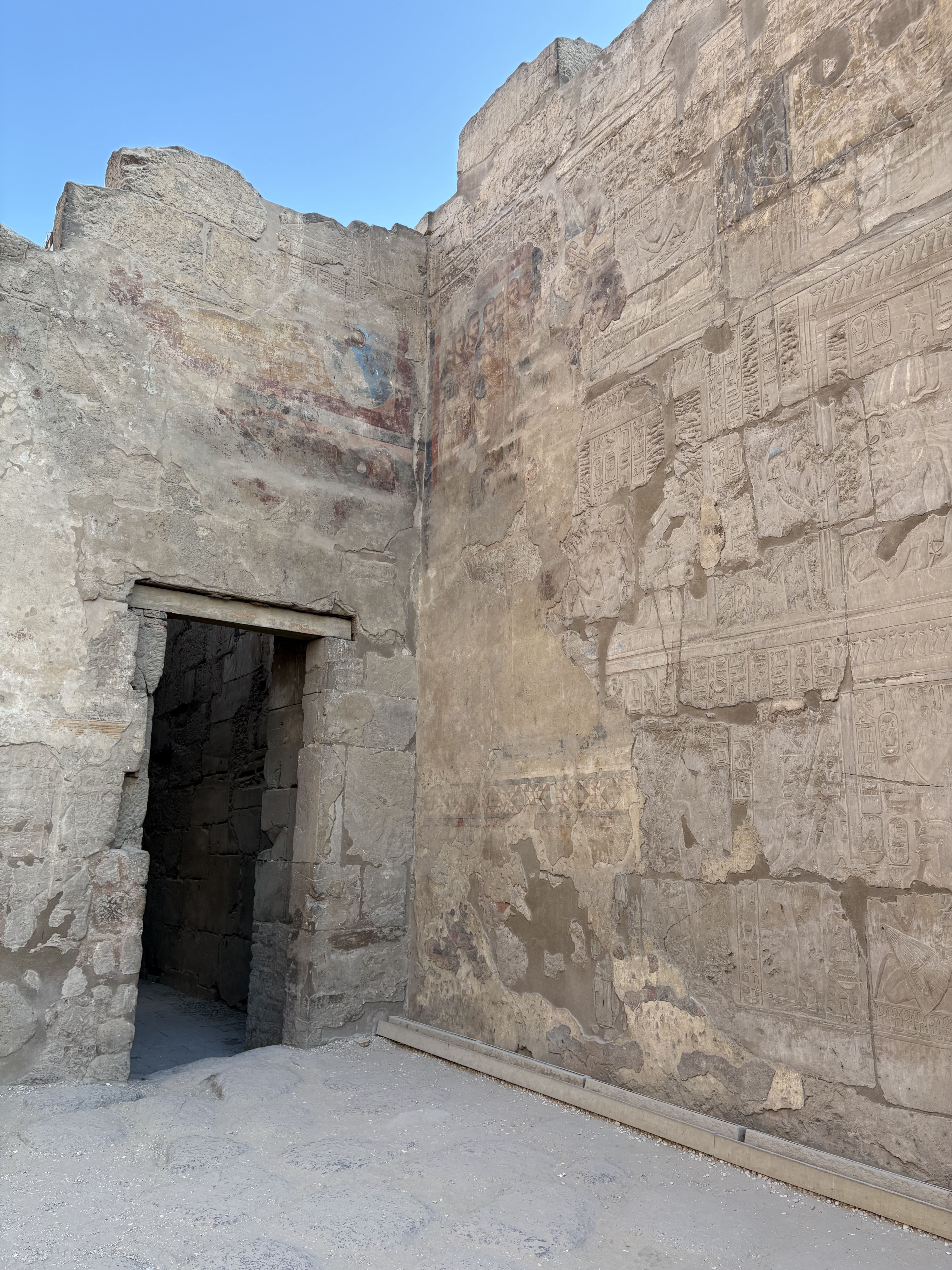
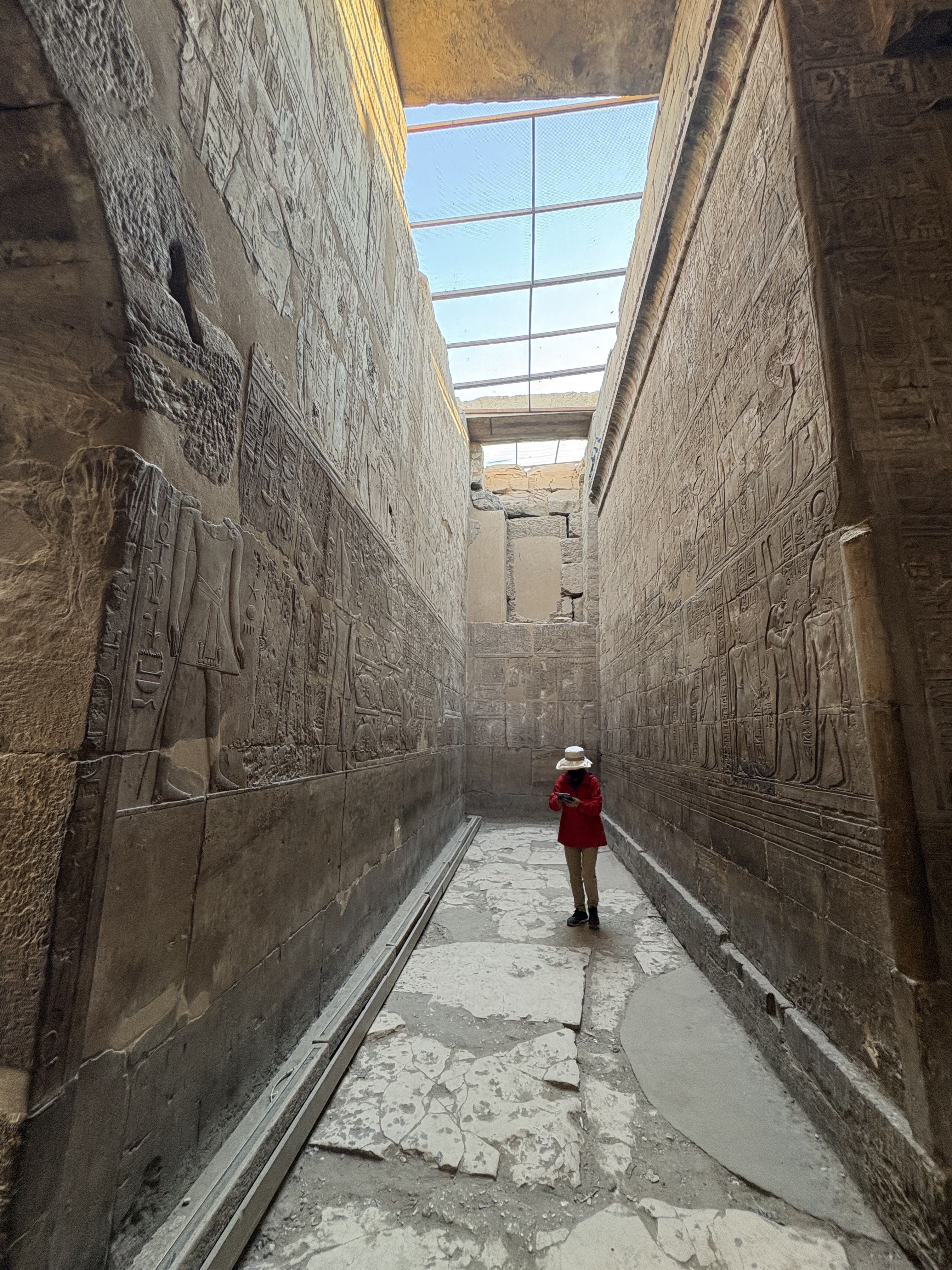
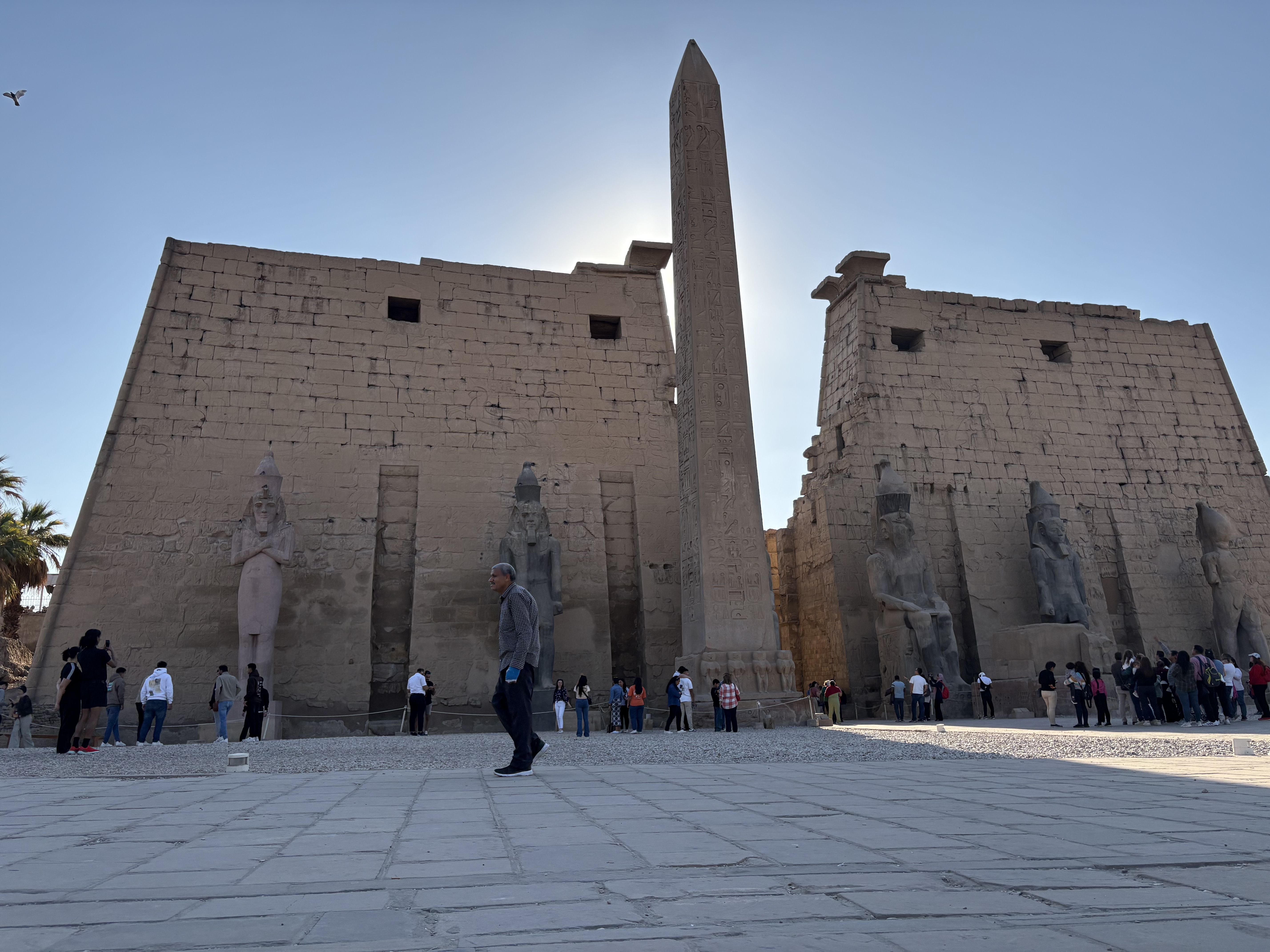
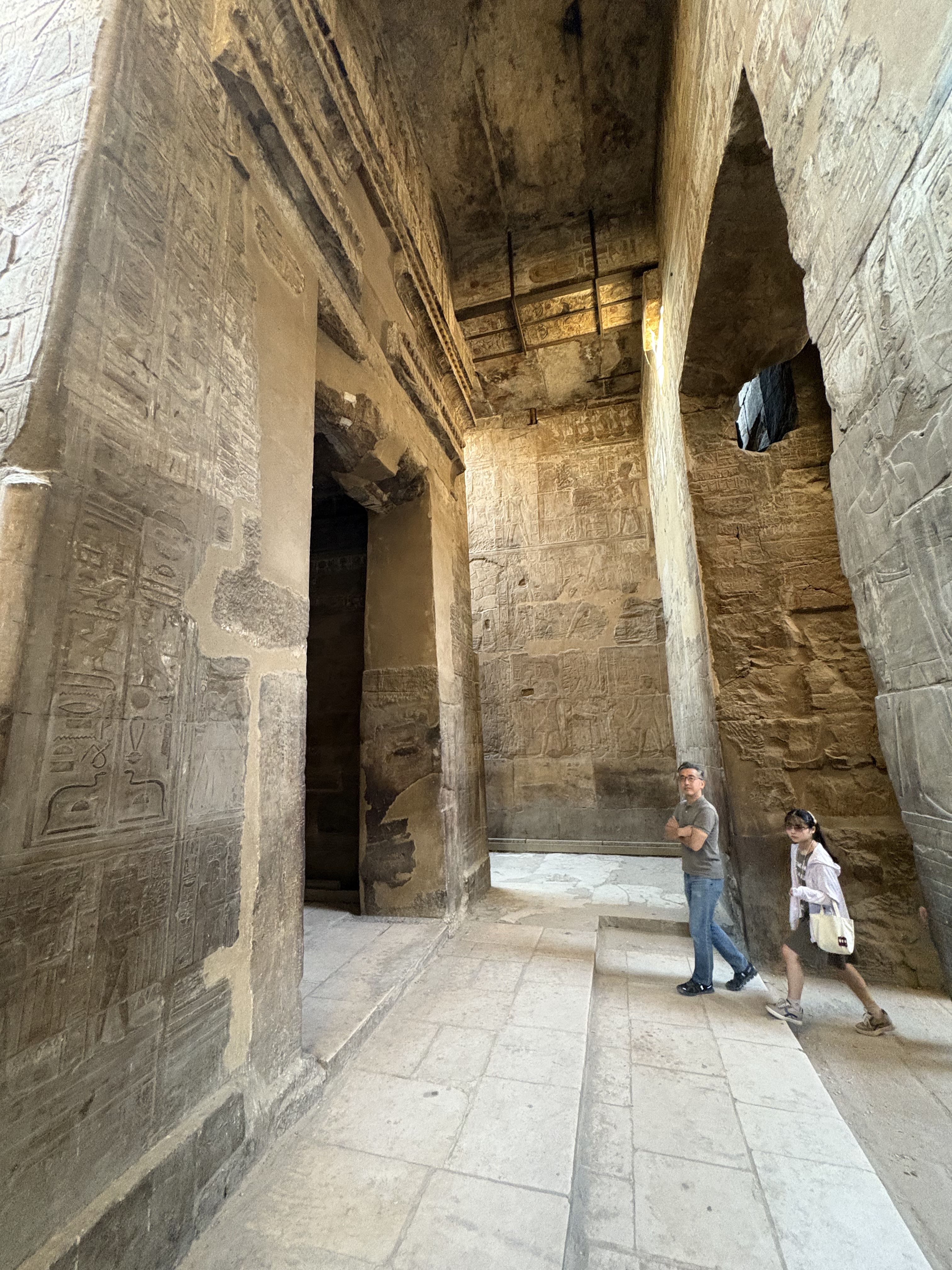
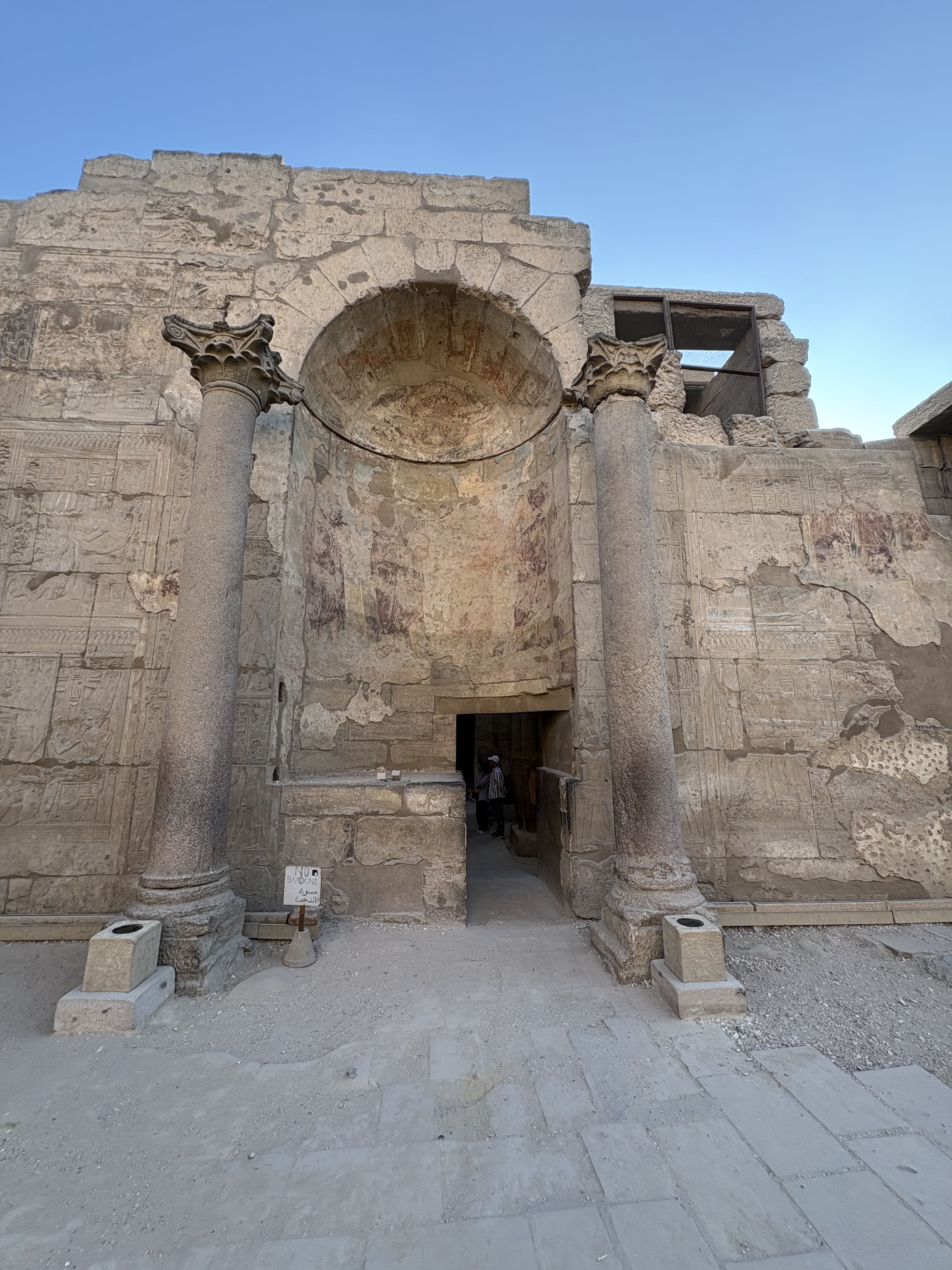
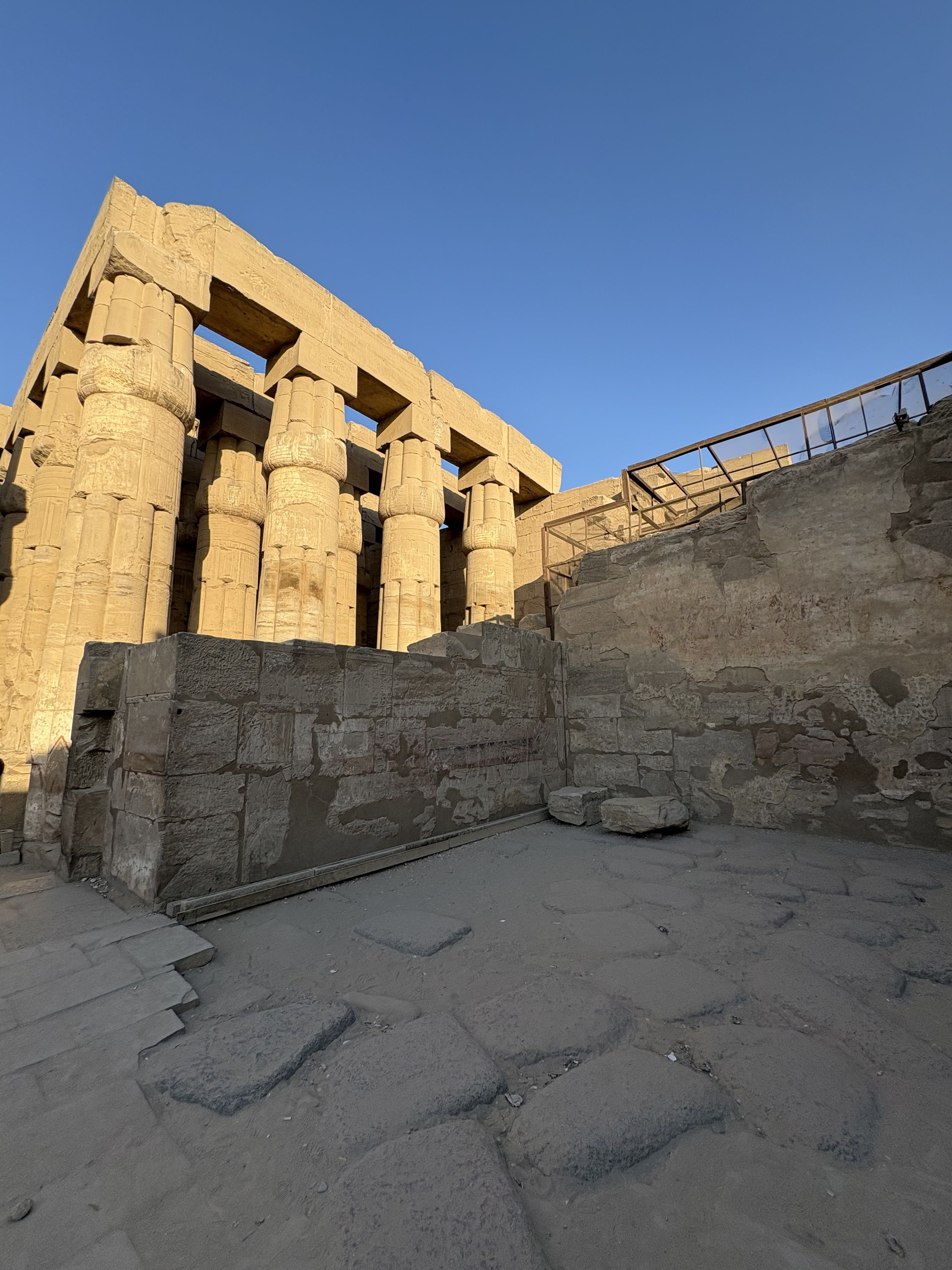
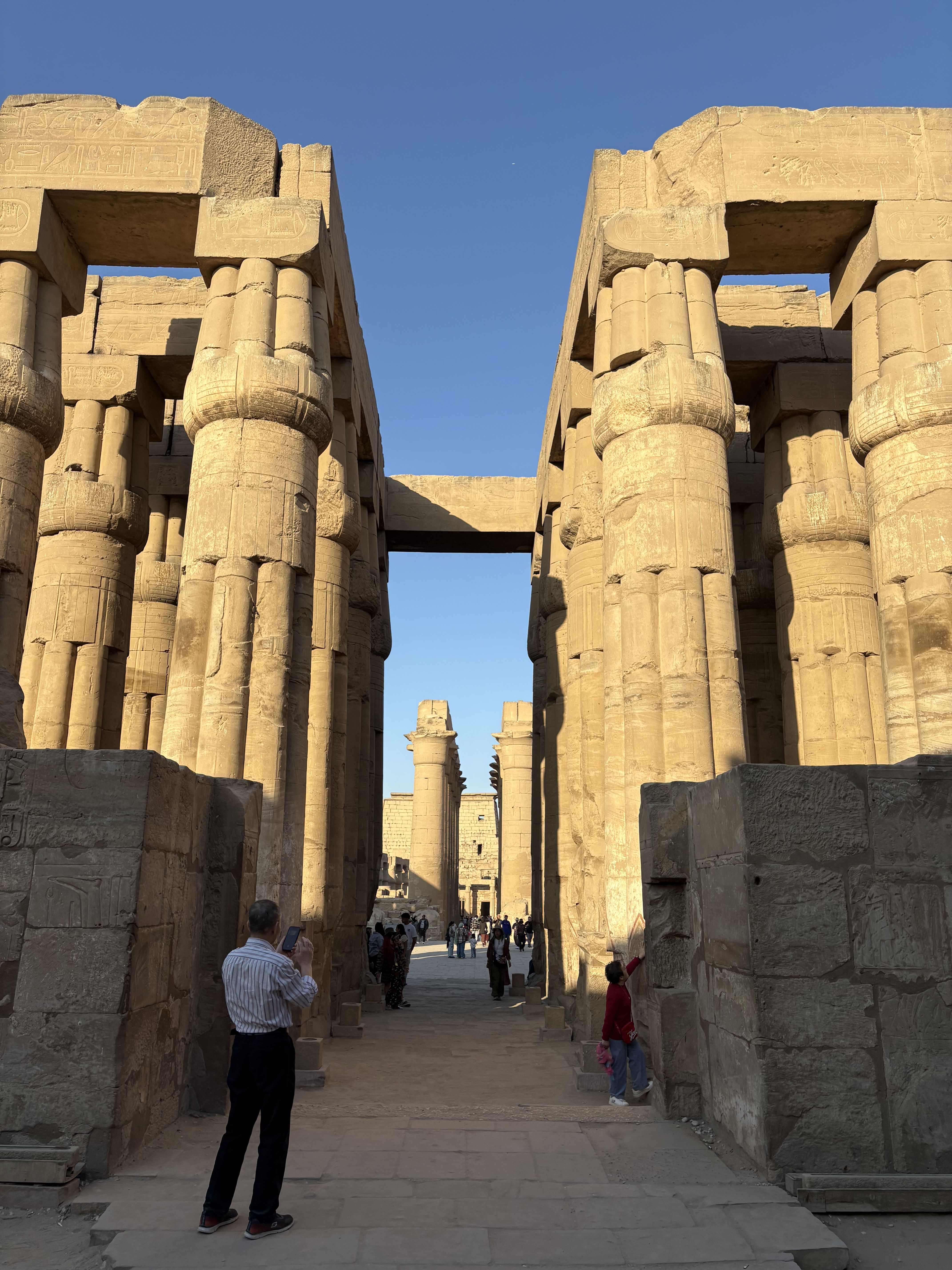
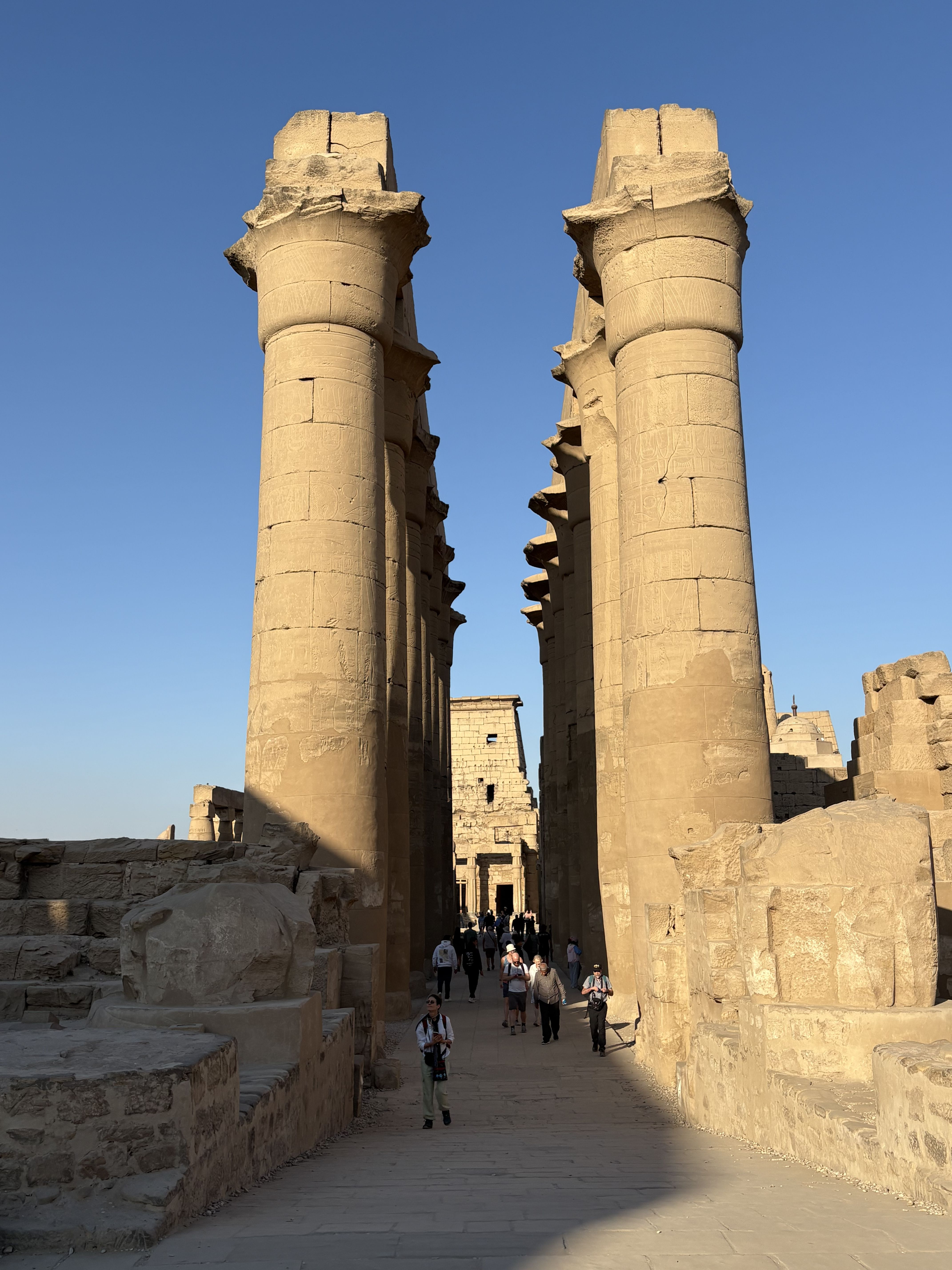
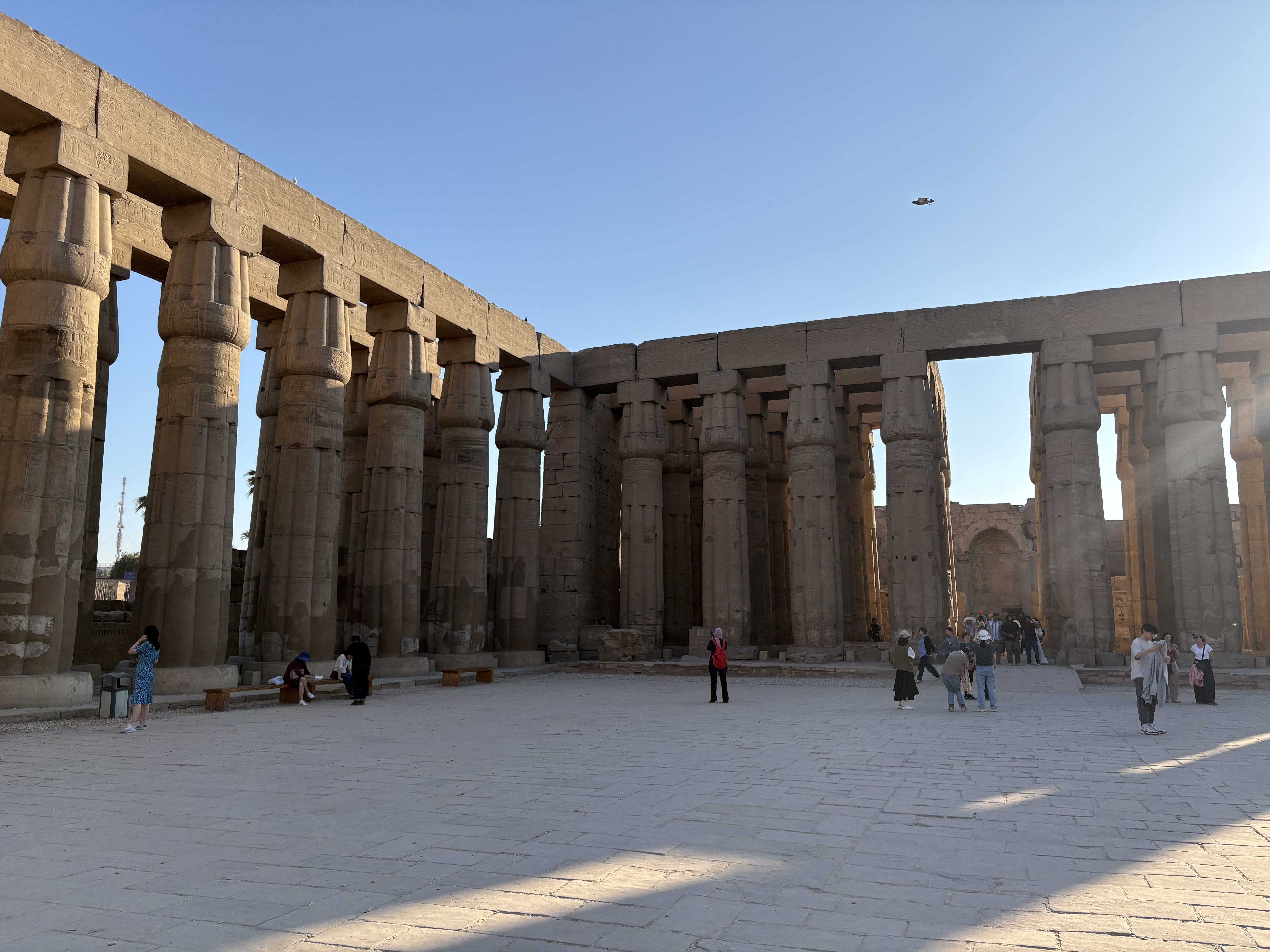
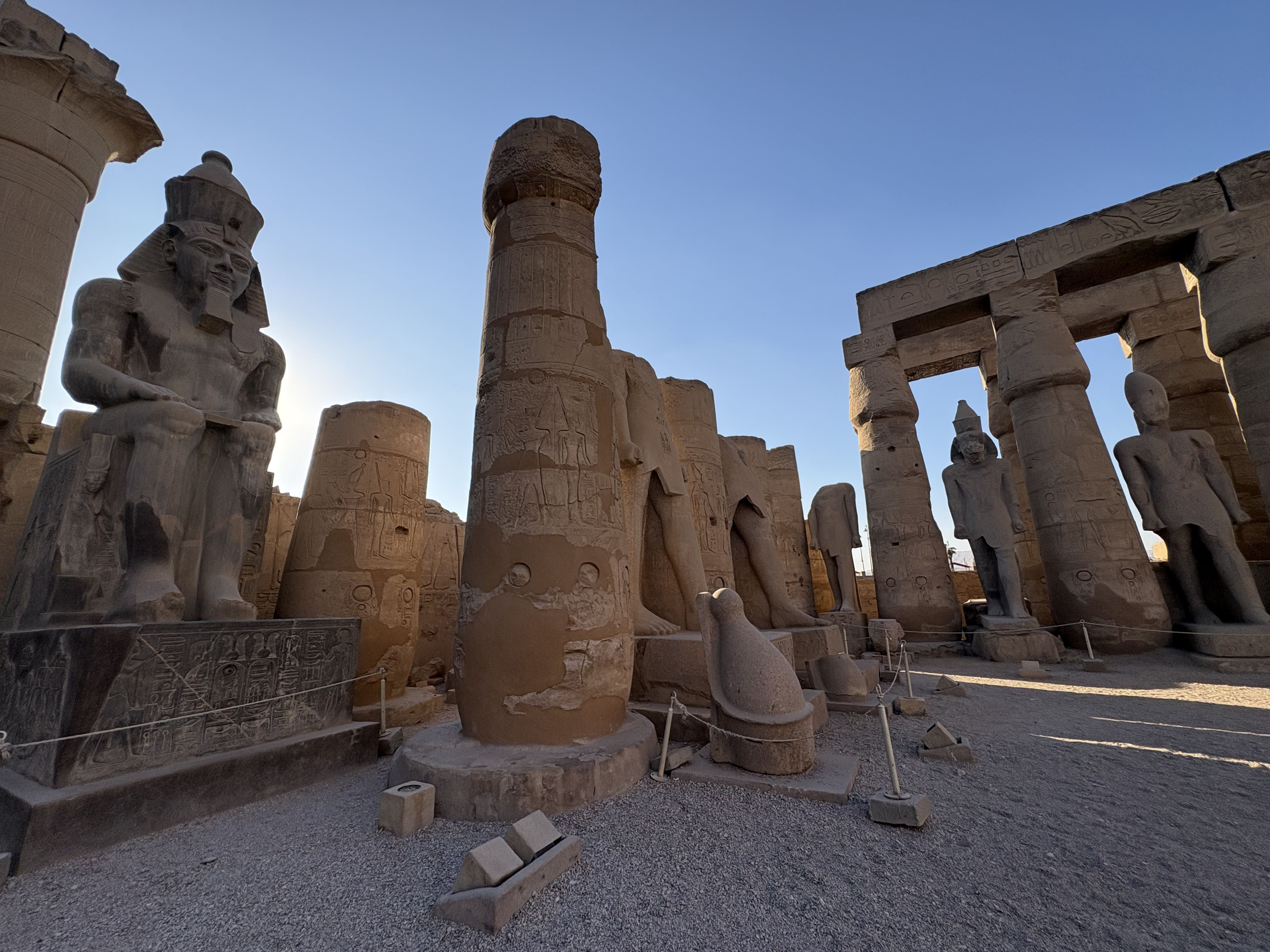
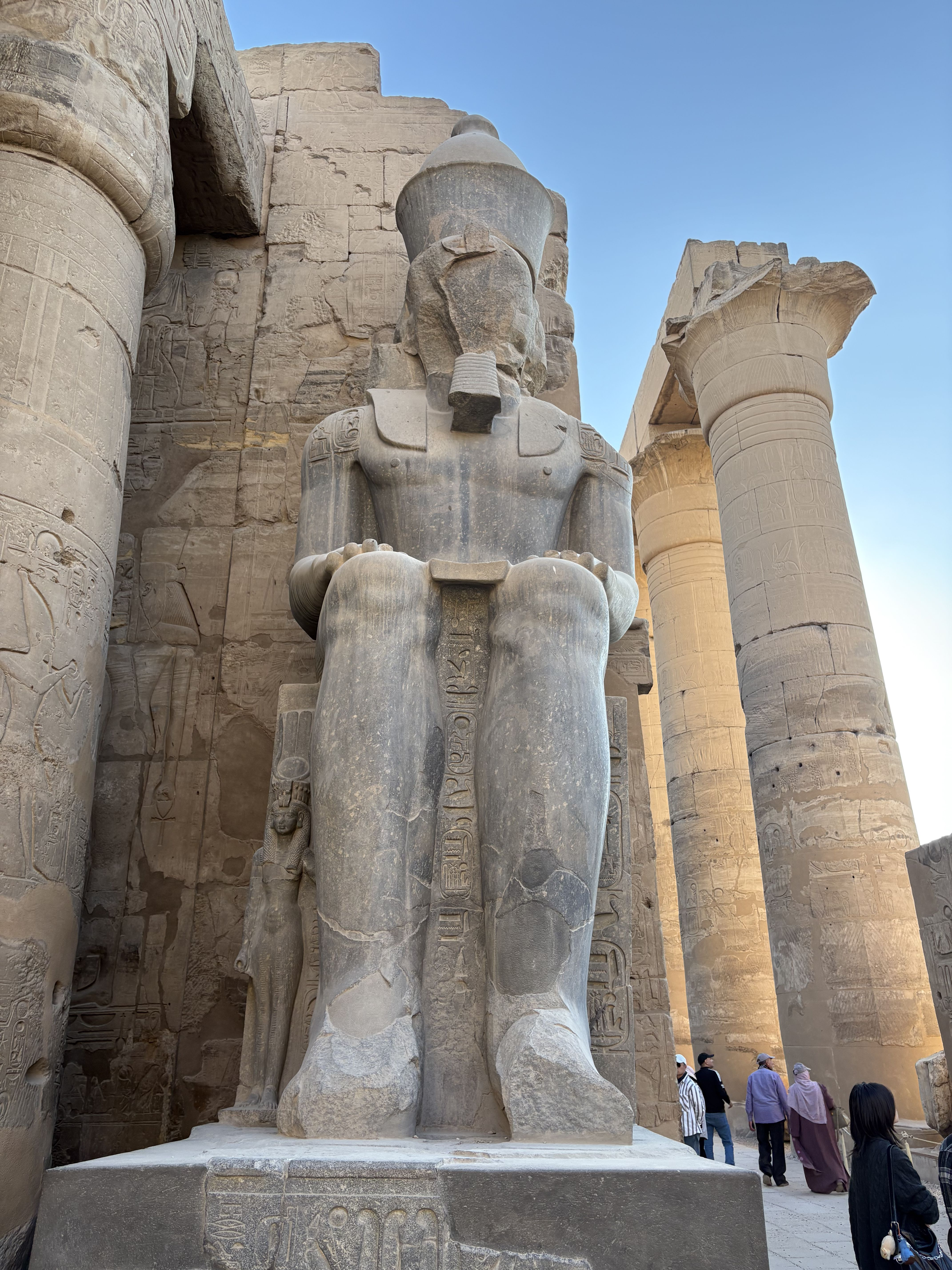
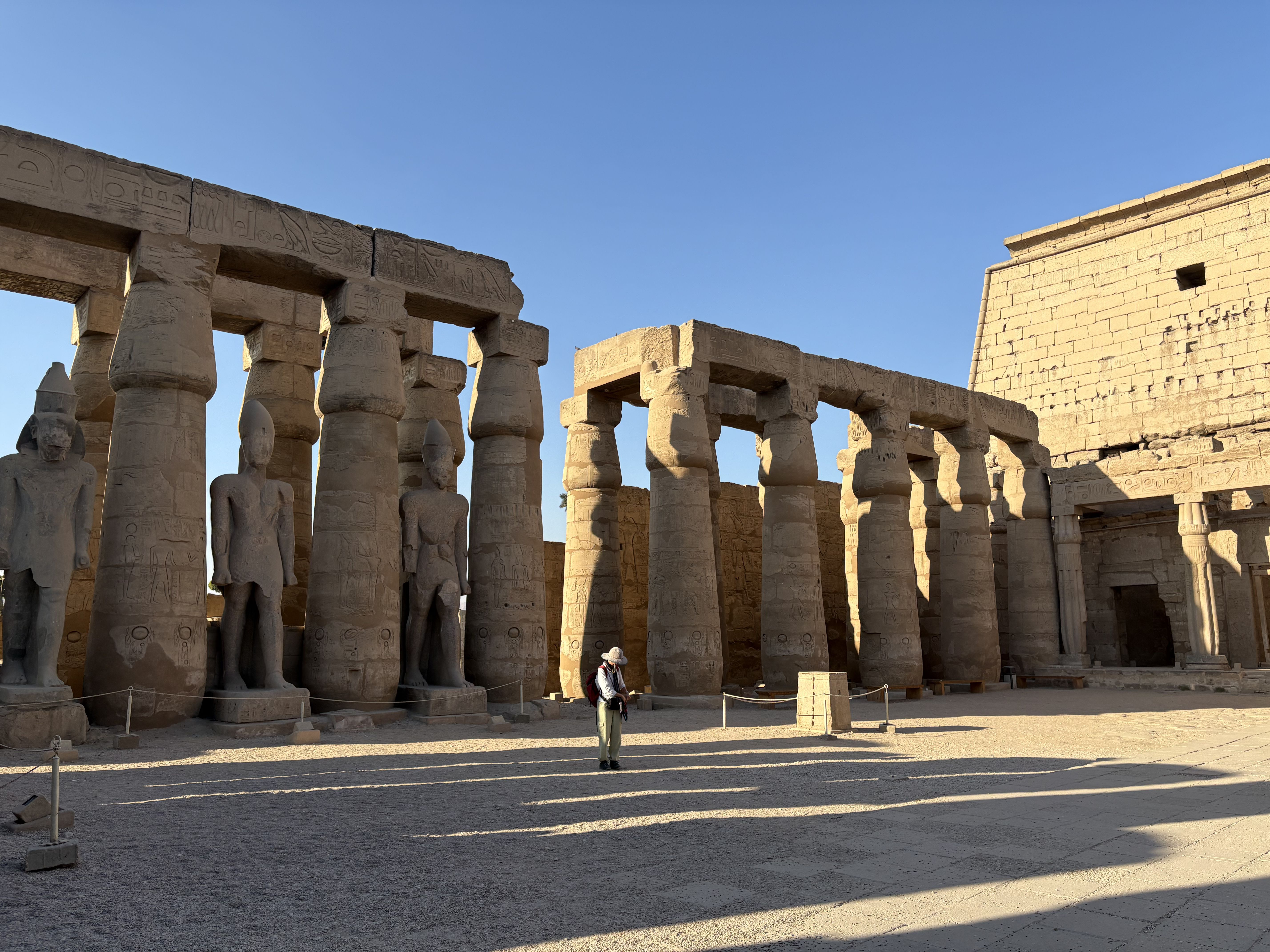
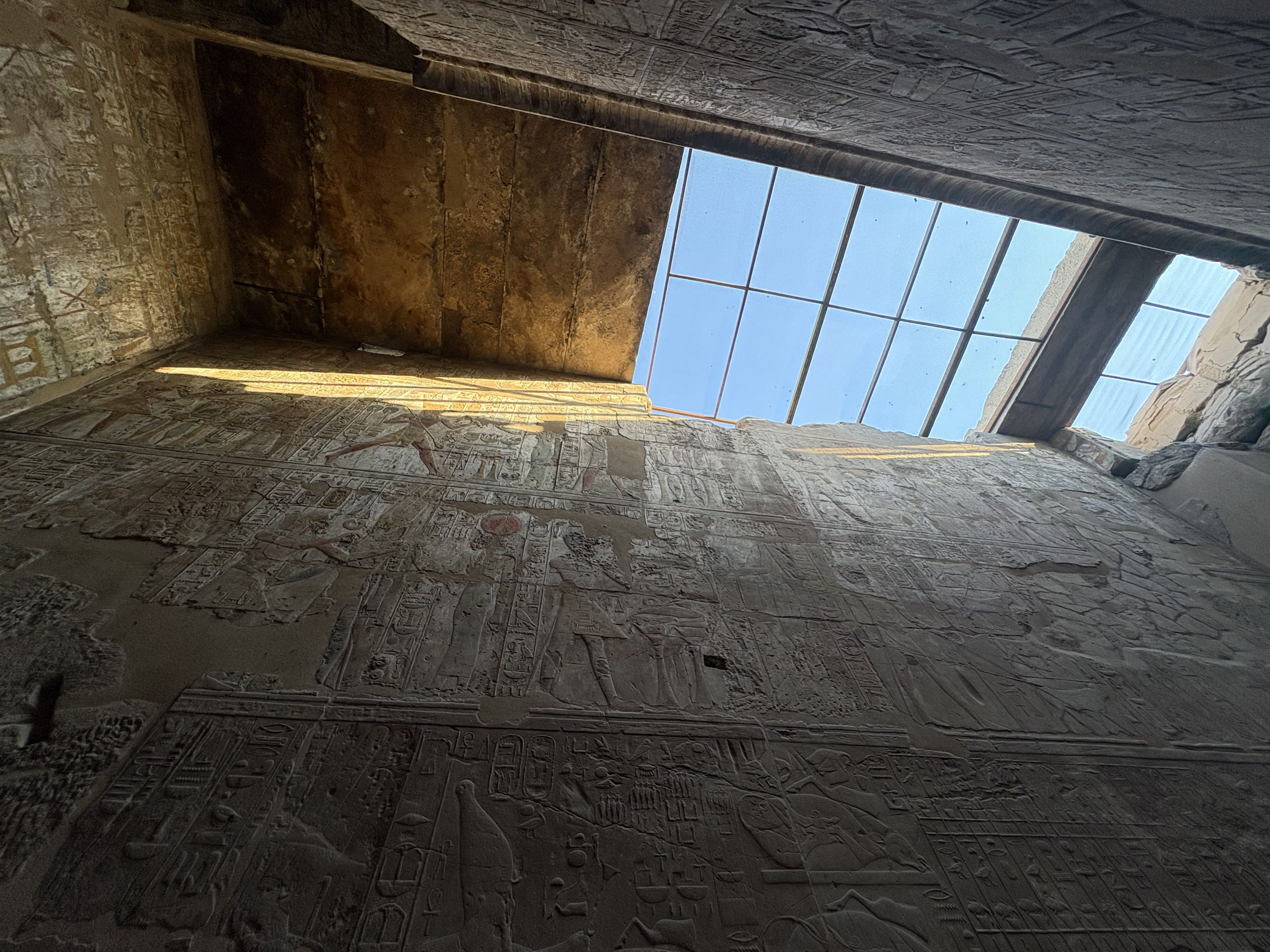
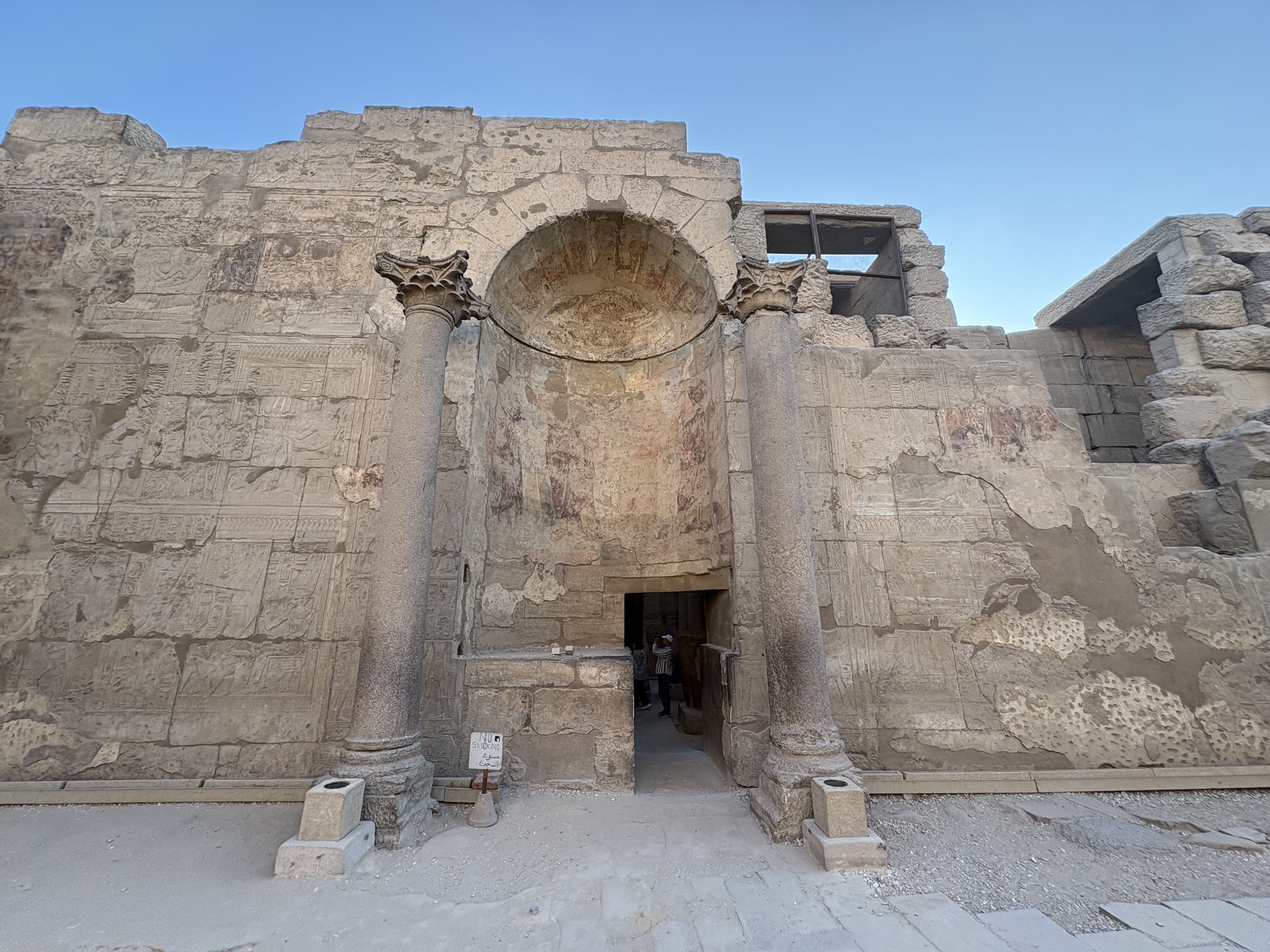

## وصلات خارجية
- قائمة بالمواقع السياحية وشركات السياحة بمصر.
- صور معبد الأقصر.